# Типовий проєкт № 088

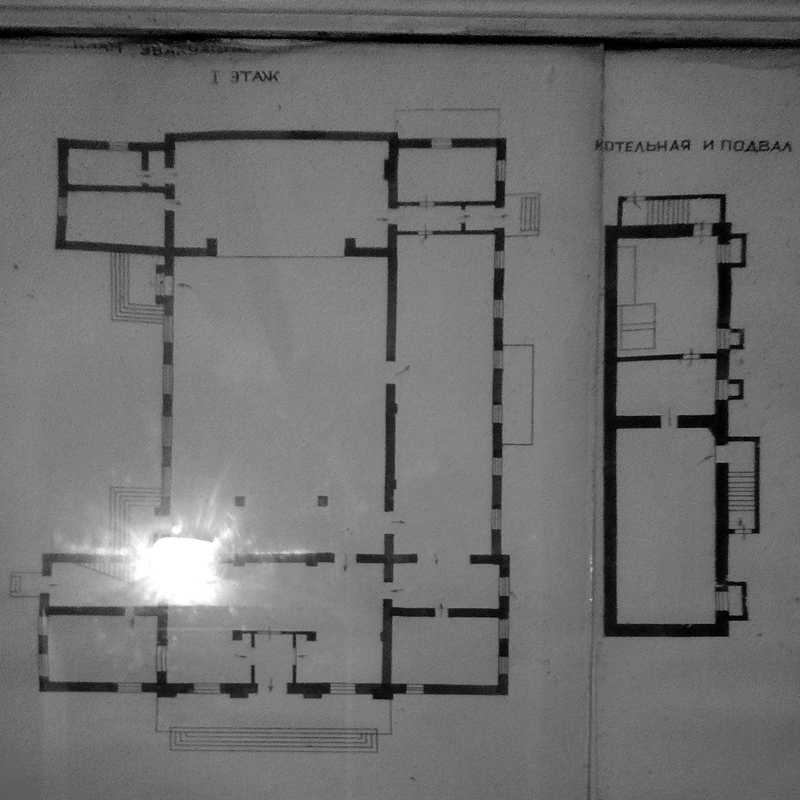
плян Барвінківського районного БК

Типовий проєкт № 088 сільського клюбу на 400 місць розроблений у київському інституті Діпросільбуд і рекомендований до будівництва Управлінням по справах архітектури при Раді Міністрів УРСР у вересні 1953. В каталозі ЦІТП № 1541. Будівлі за проєктом поширені в Україні та Воронізький і Курській областях.

## Характеристика
Одно-двоповерхова будівля з розмірами в осях 27,6×34 м. Симетрична фасада з фронтоном над портиком шириною в 3 вікна. Є варіянти з колонами і є з пілястрами. Бічна фасада має 3 + 6 + 2 вікна, ліва фасада може бути без прибудови.

## Галерея

### Вінницька область

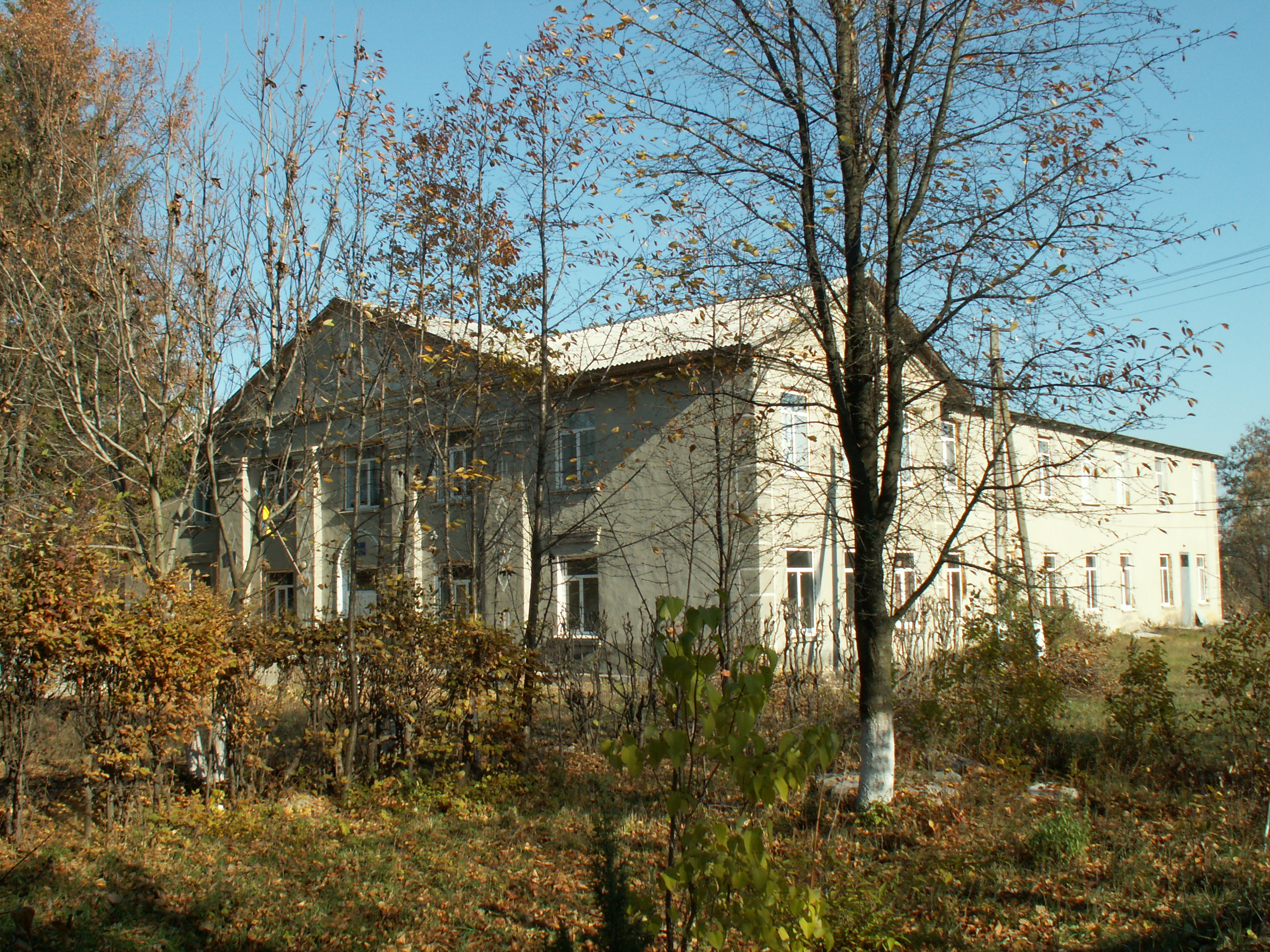
Василівка
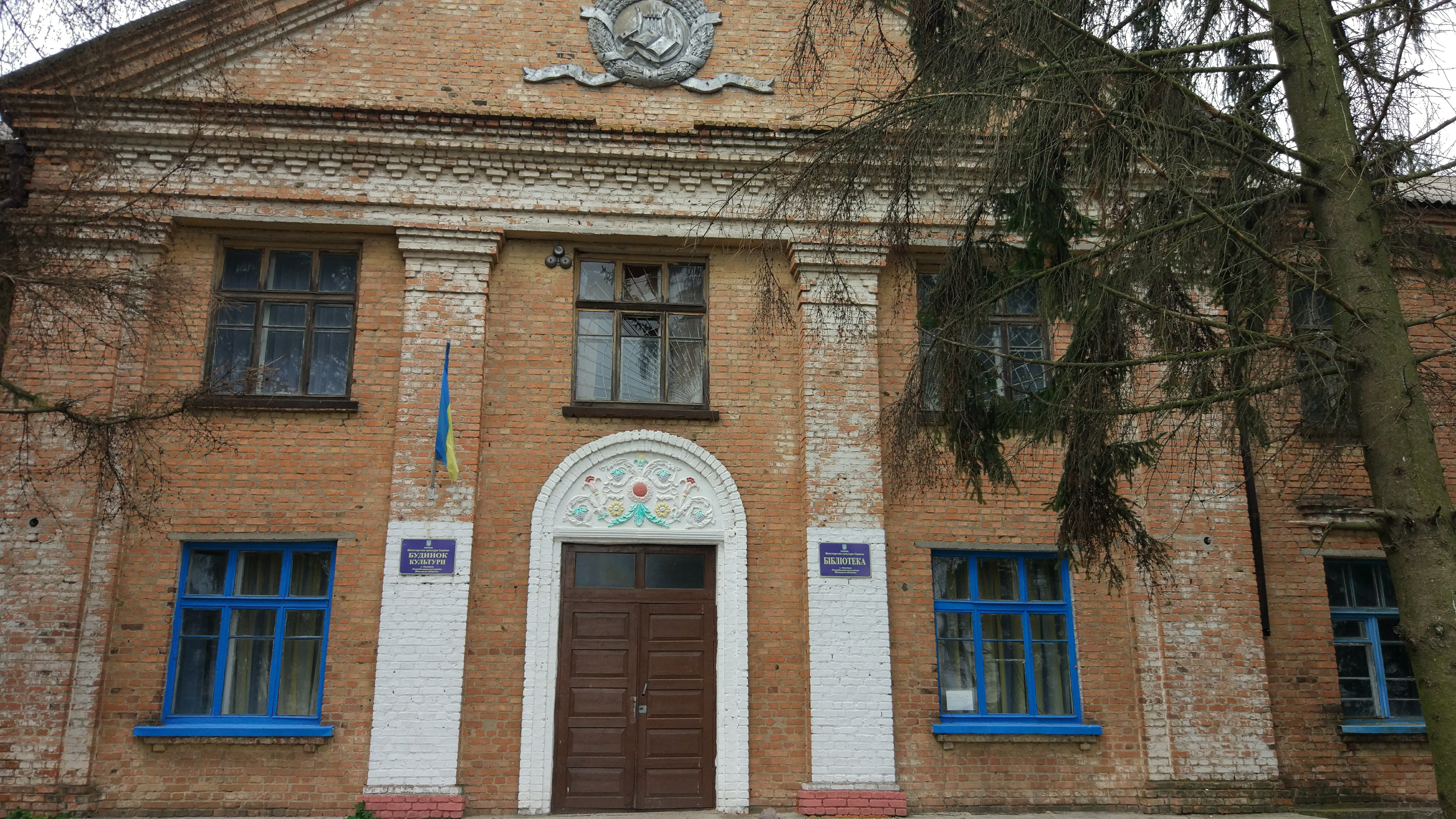
Павлівка
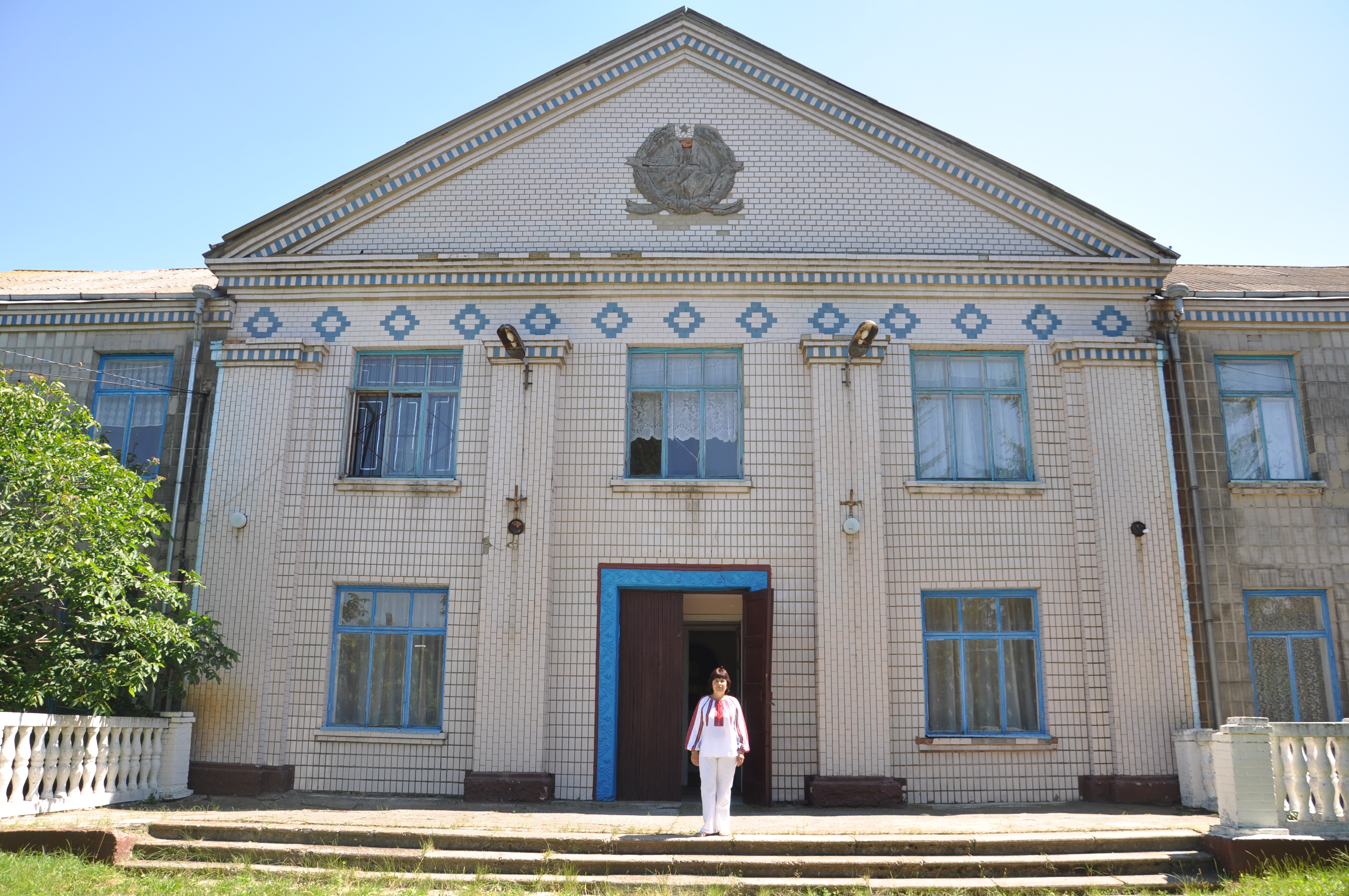
Побірка
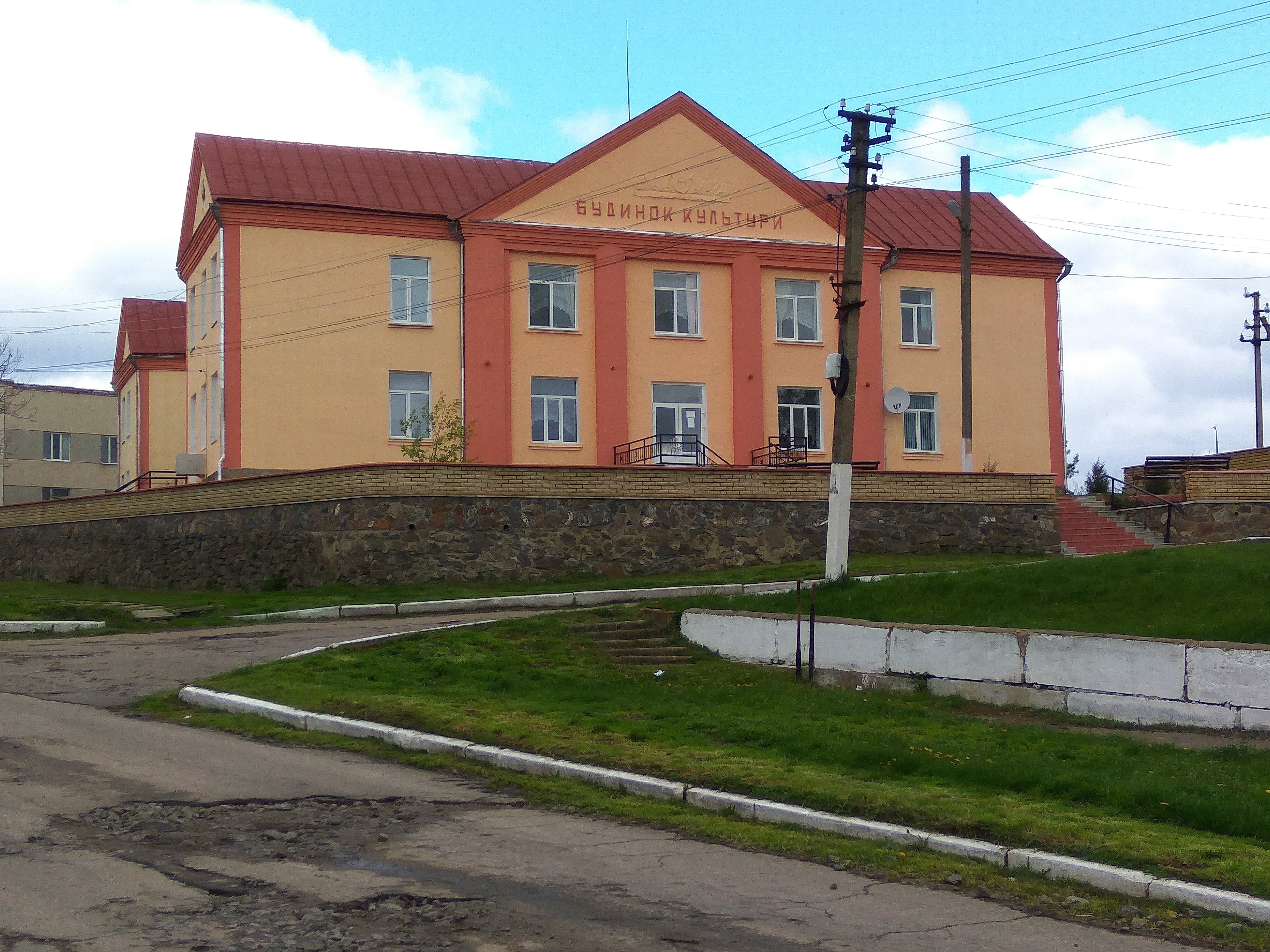
Савинці

### Дніпропетрівська область

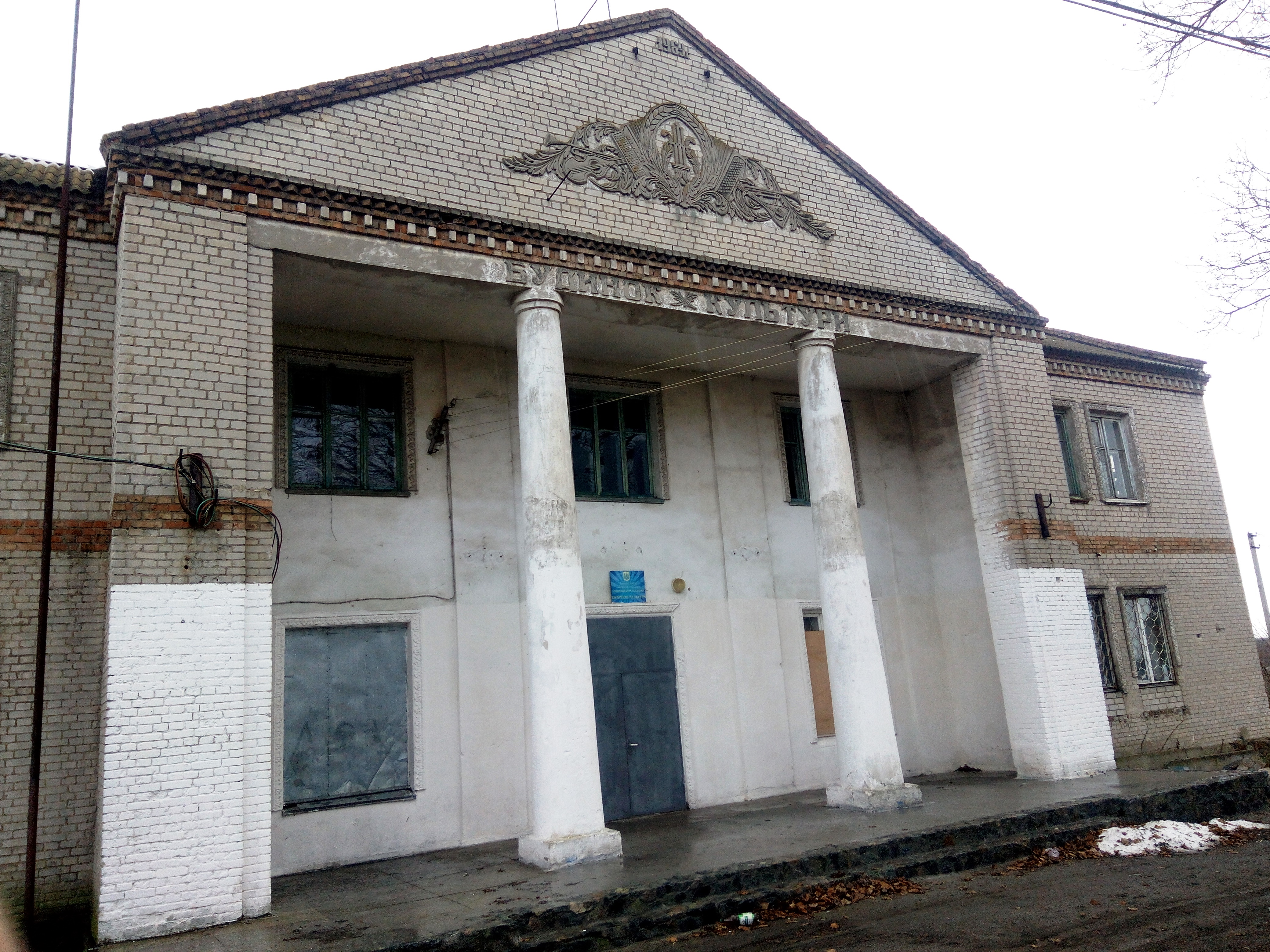
Любимівка, 1969
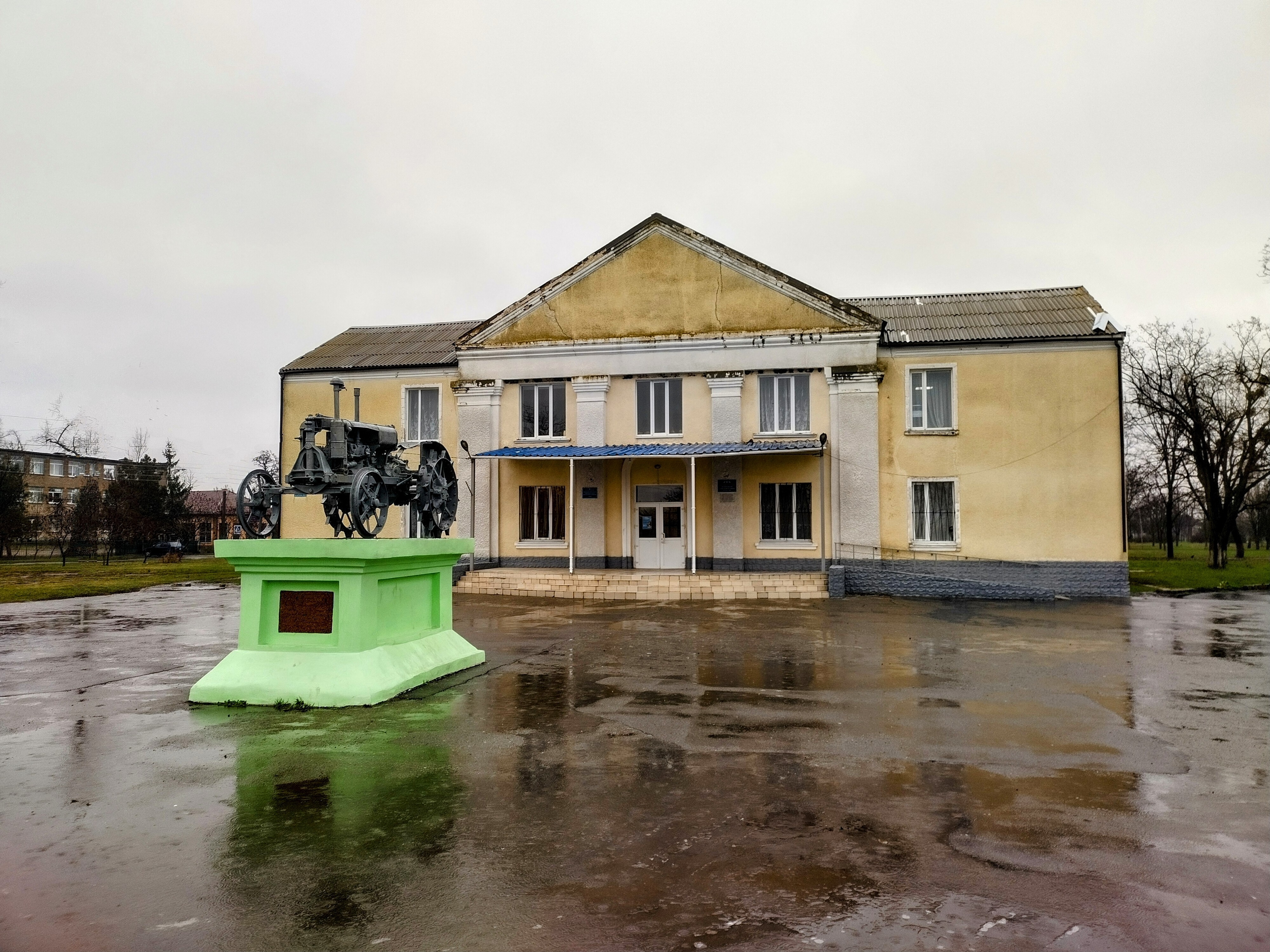
Межиріч

### Донецька область

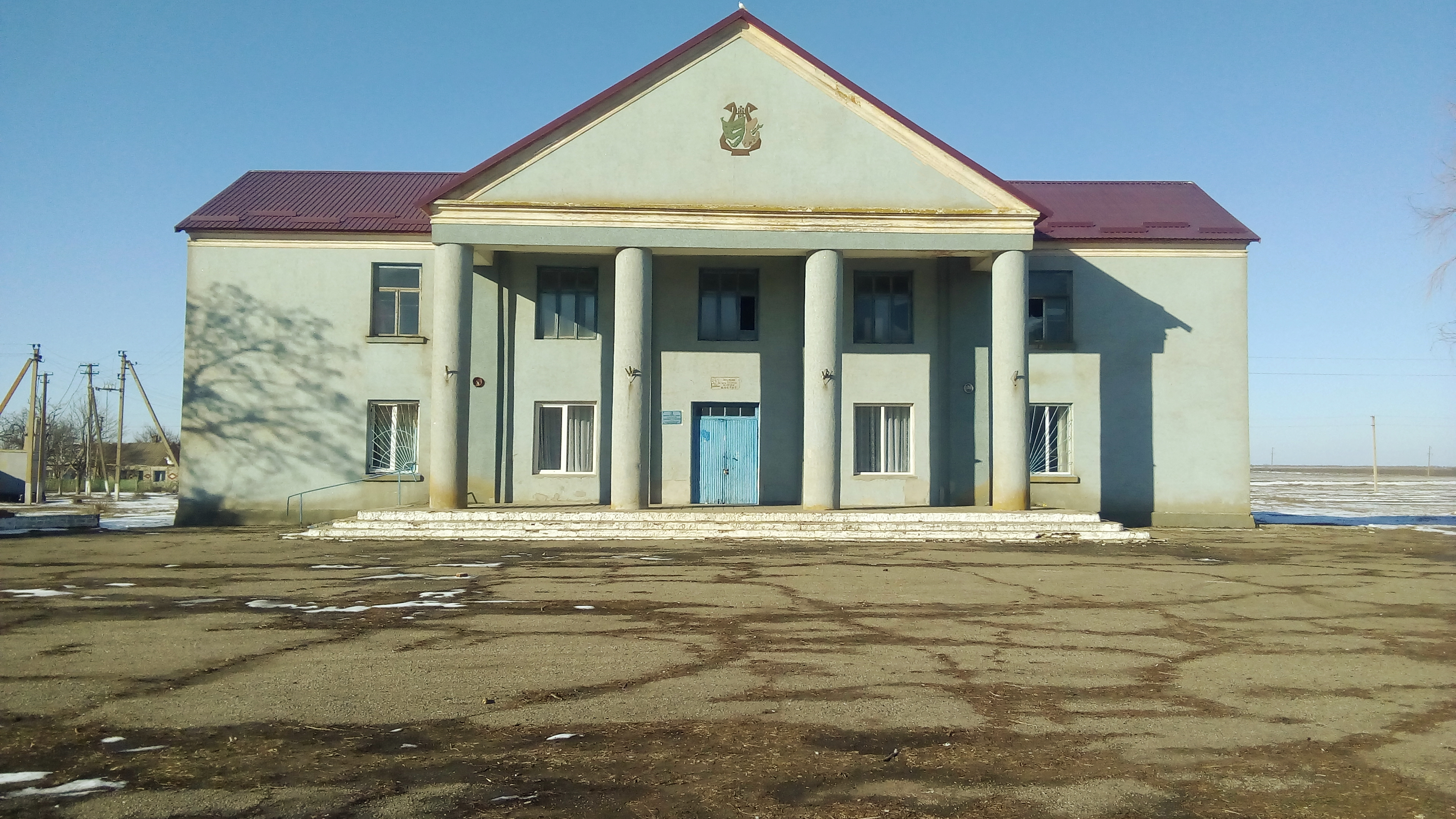
Вільне
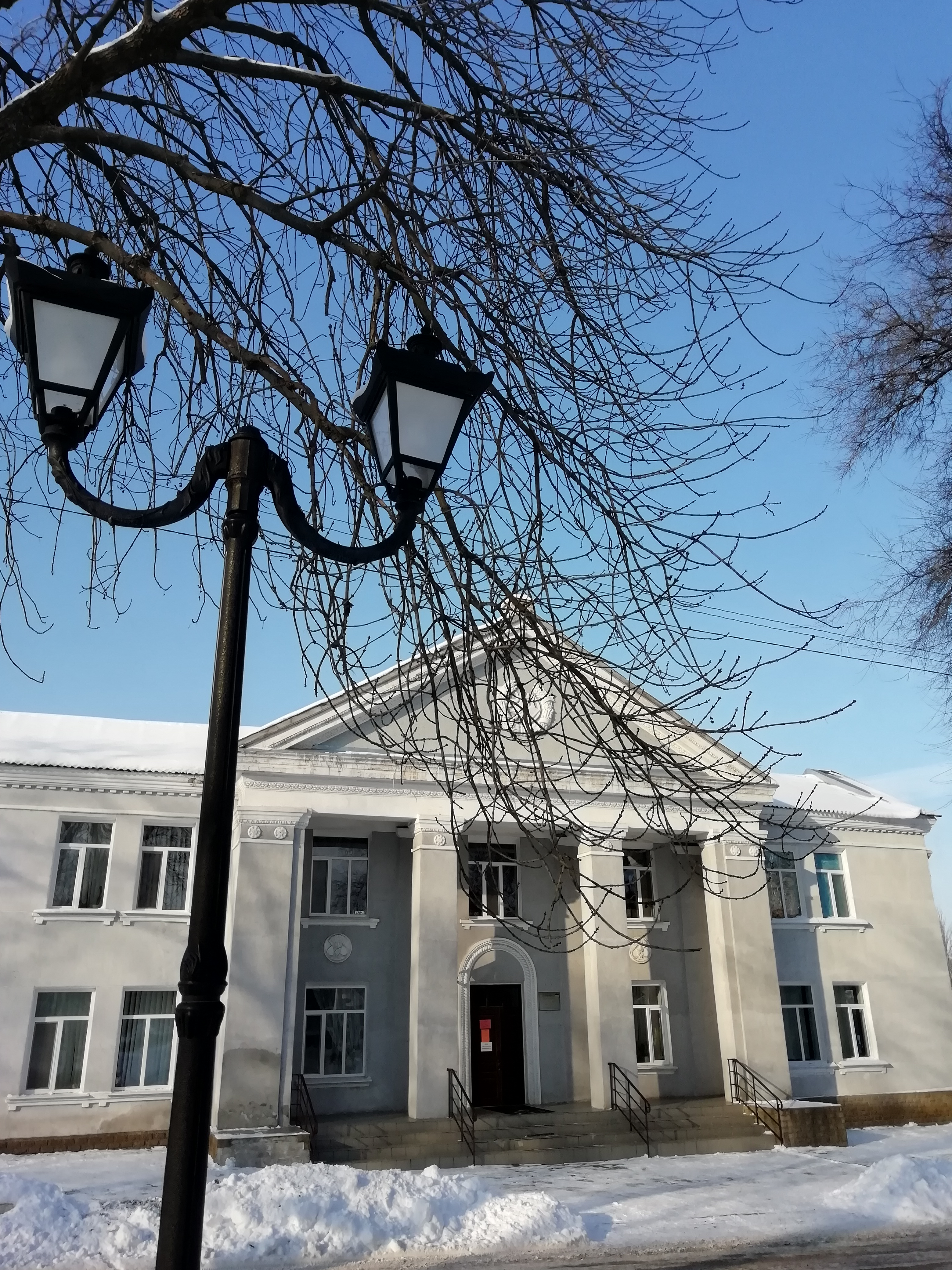
Волноваха, Центральна районна бібліотека
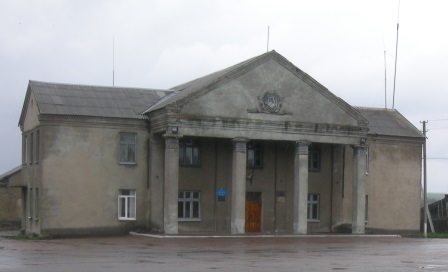
Миролюбівка, 1970

### Житомирська область

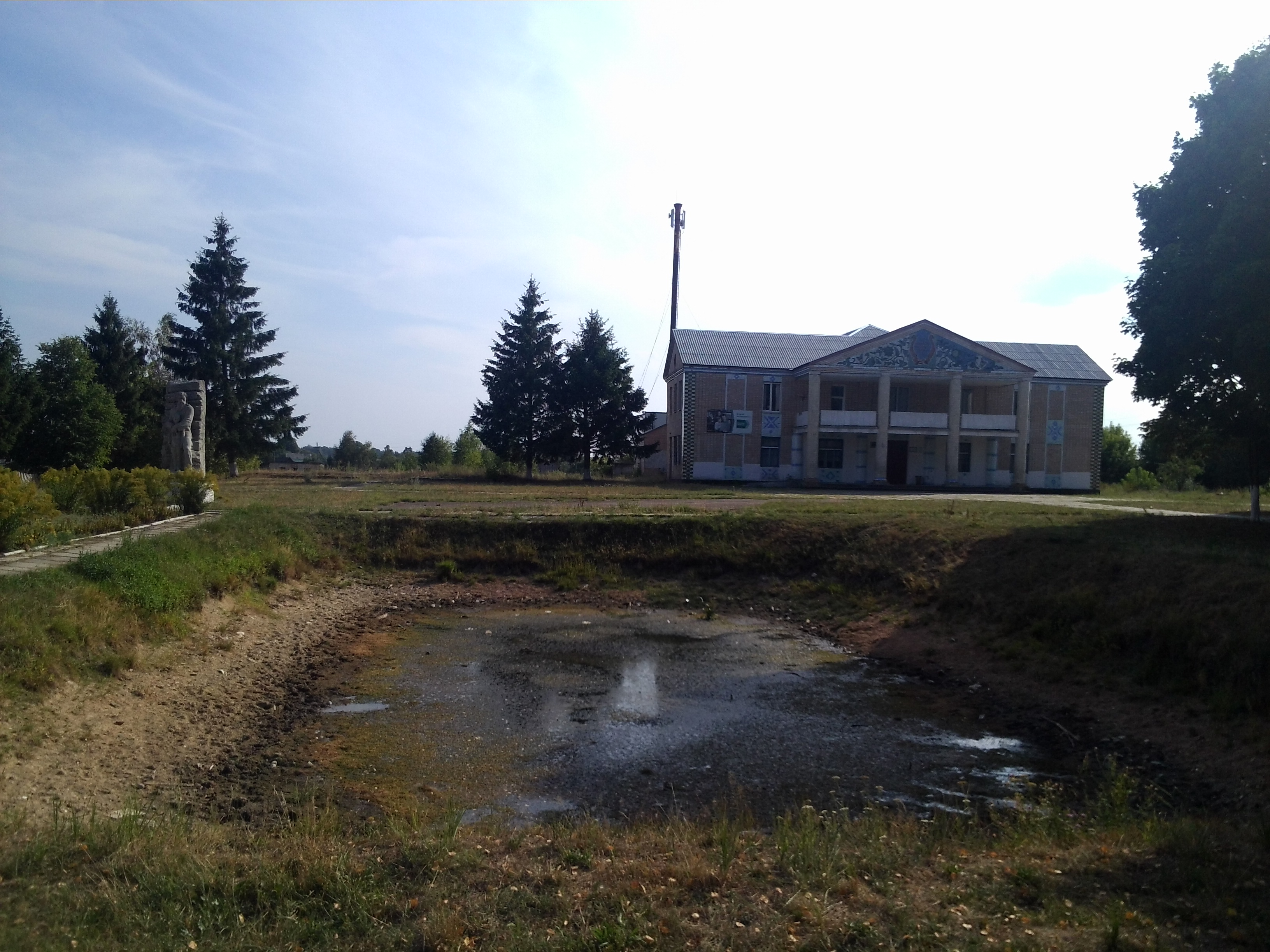
Жубровичі
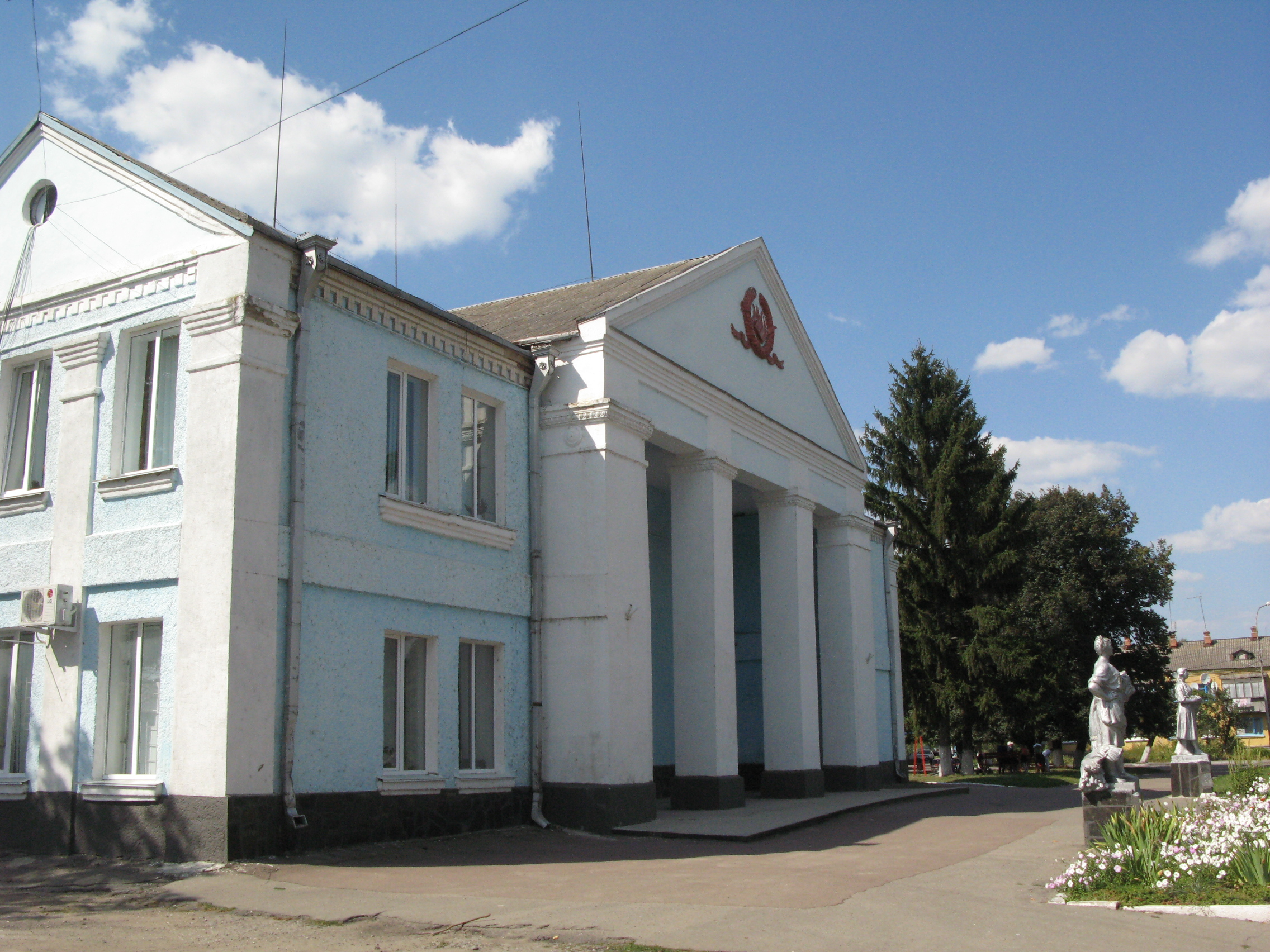
Ружин

### Київська область

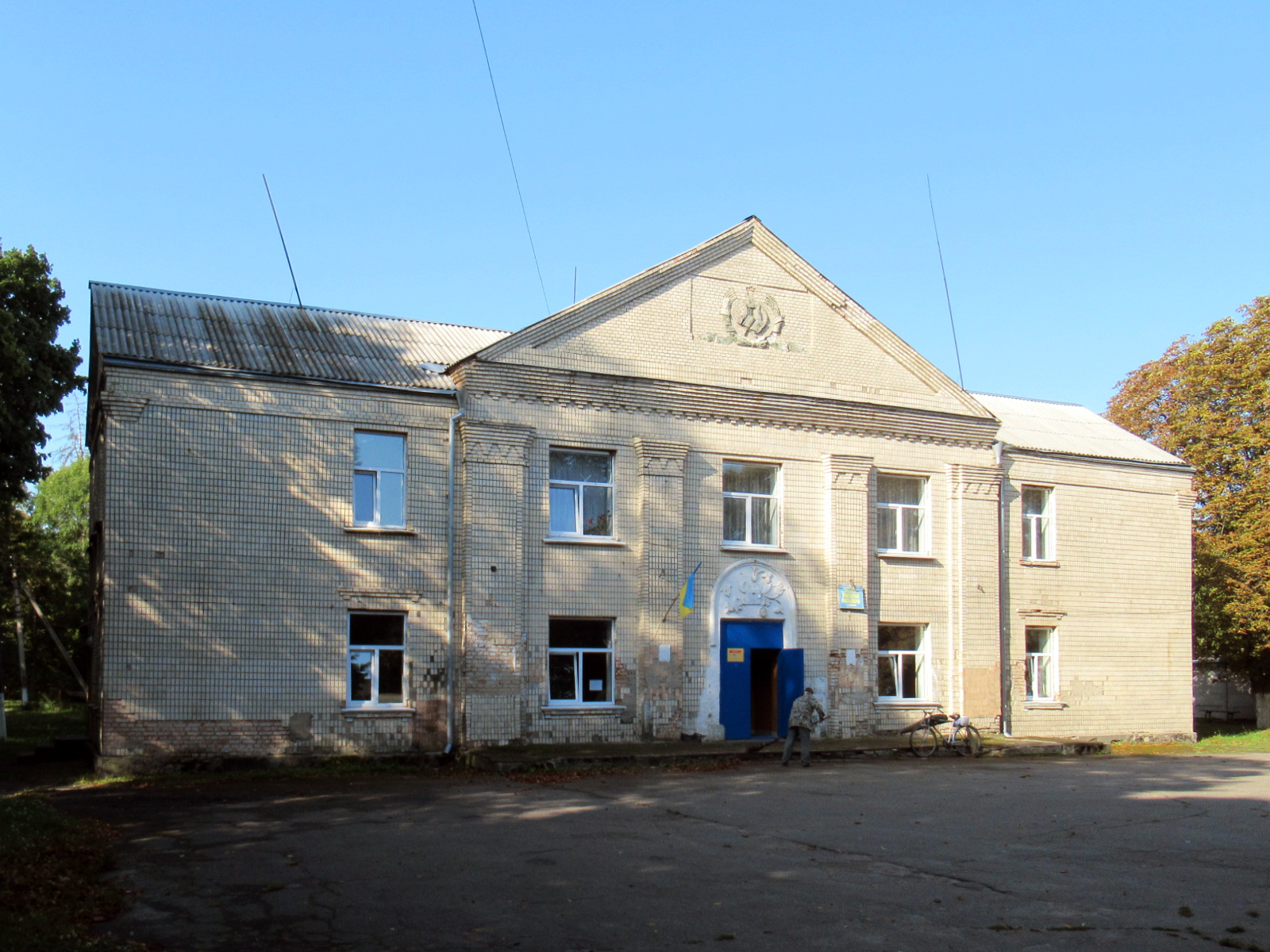
Копилів
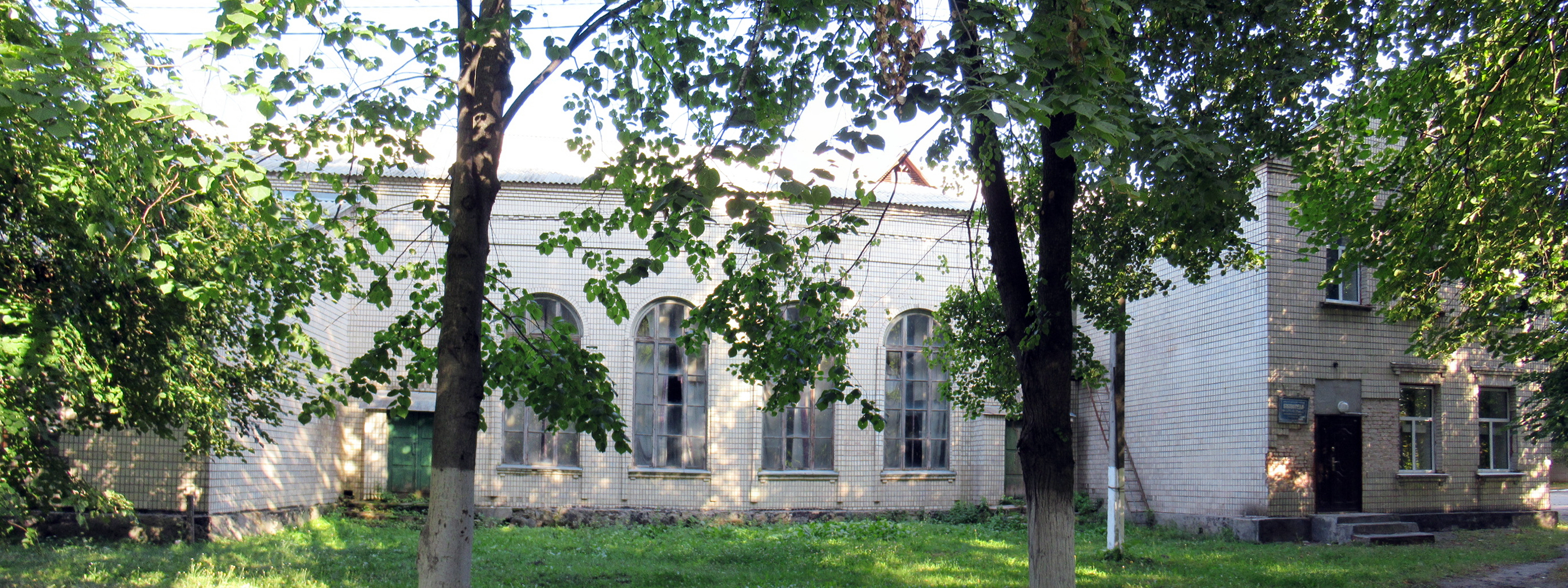
Копилів, ліва фасада
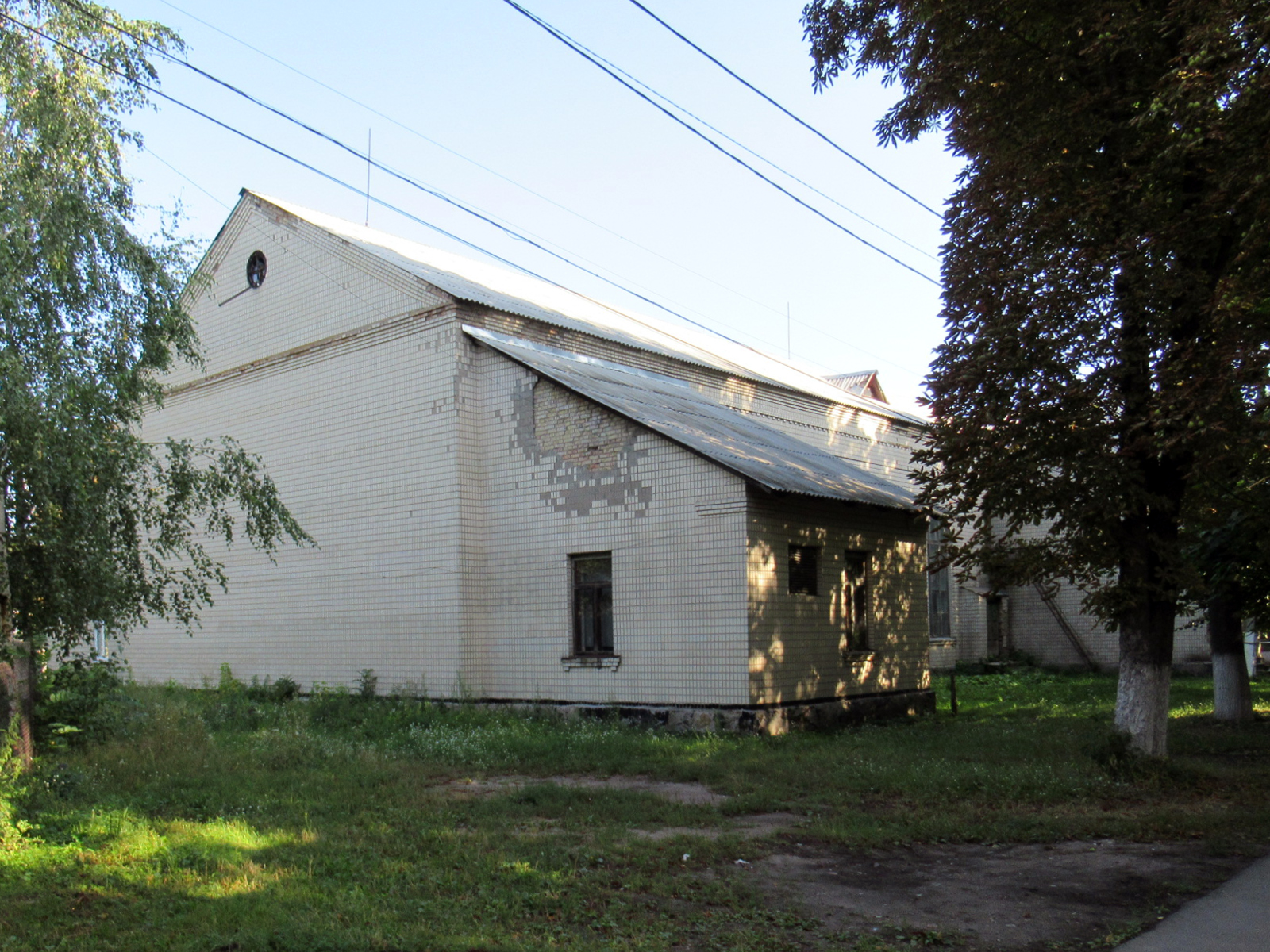
Копилів, задня фасада
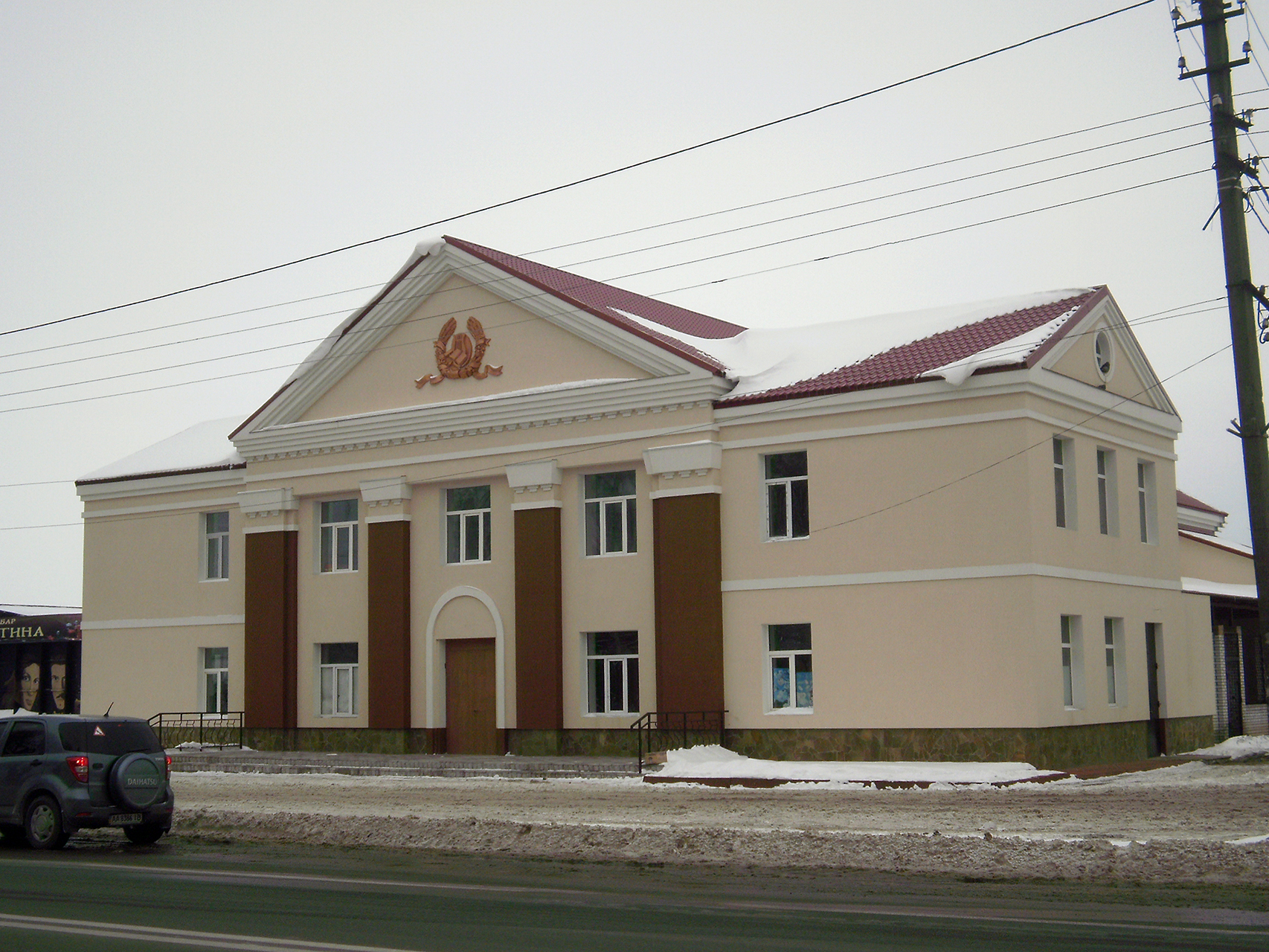
Нові Петрівці
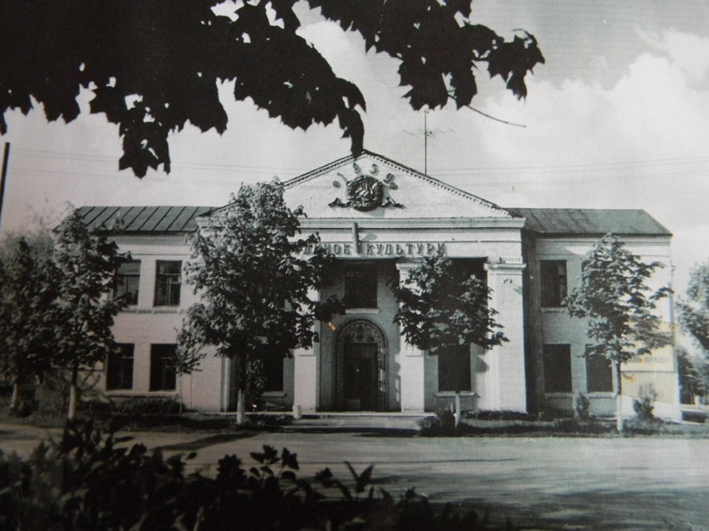
Поліське, 1959, у 1988
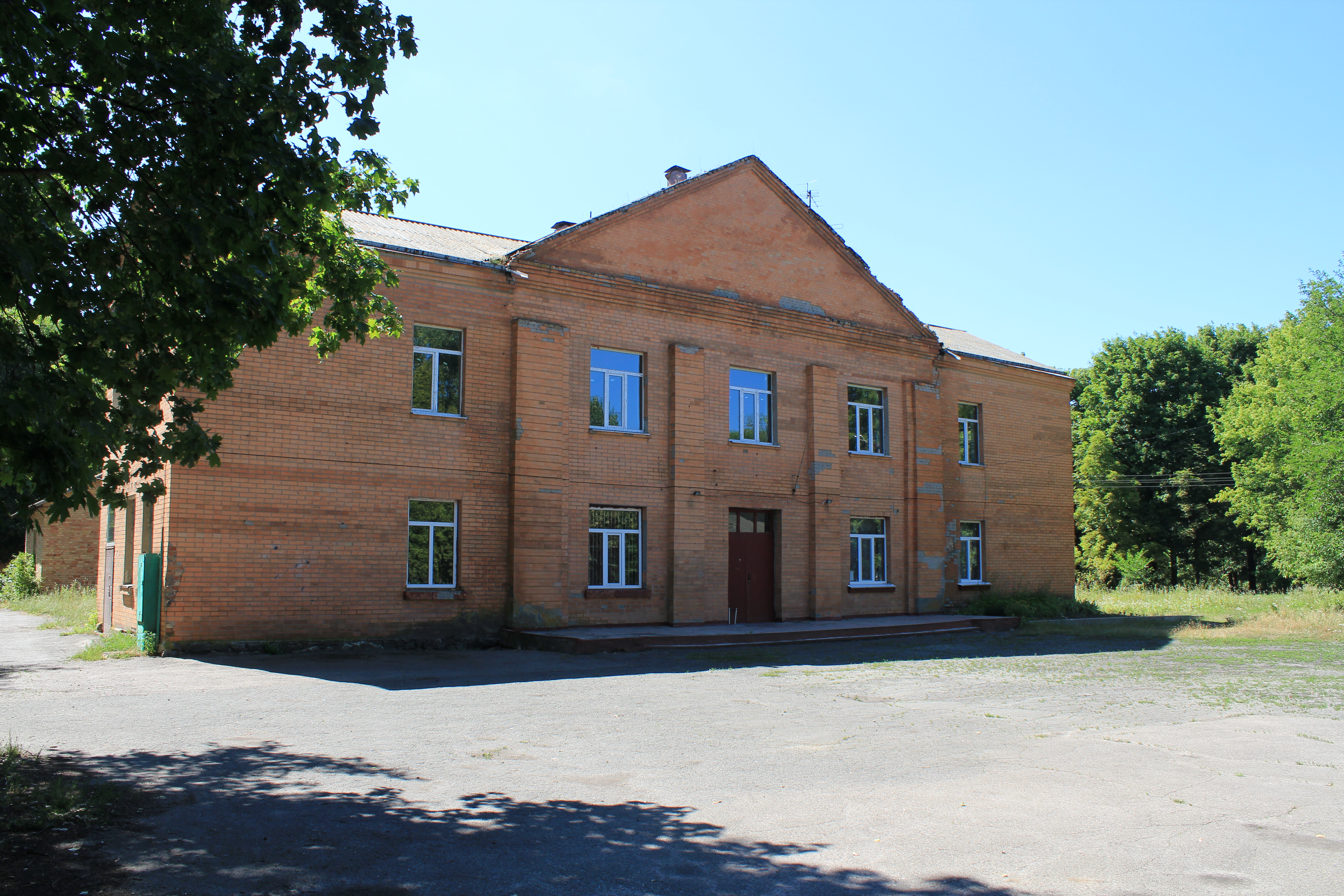
Фарбоване

### Кіровоградська область

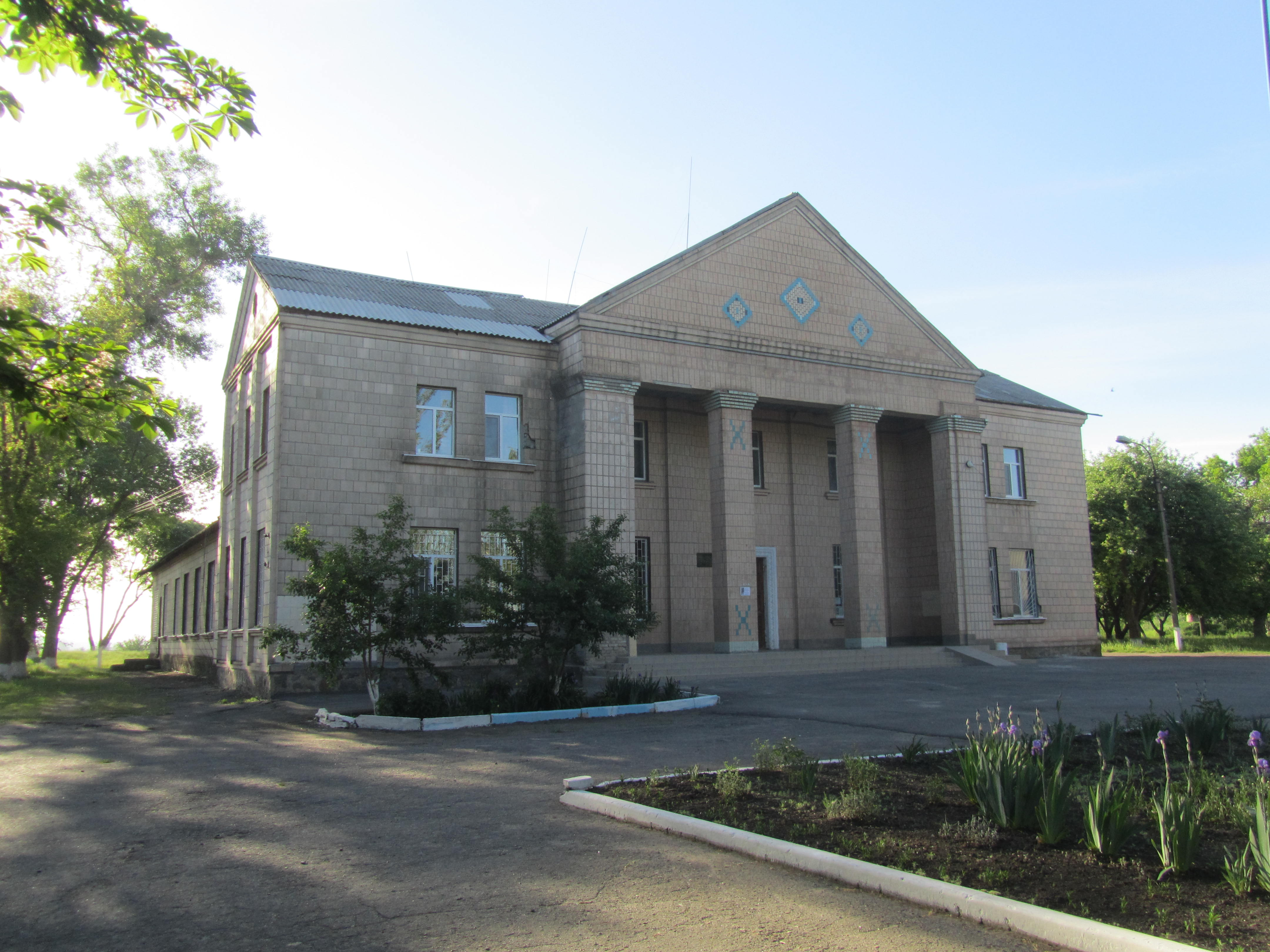
Павлиш
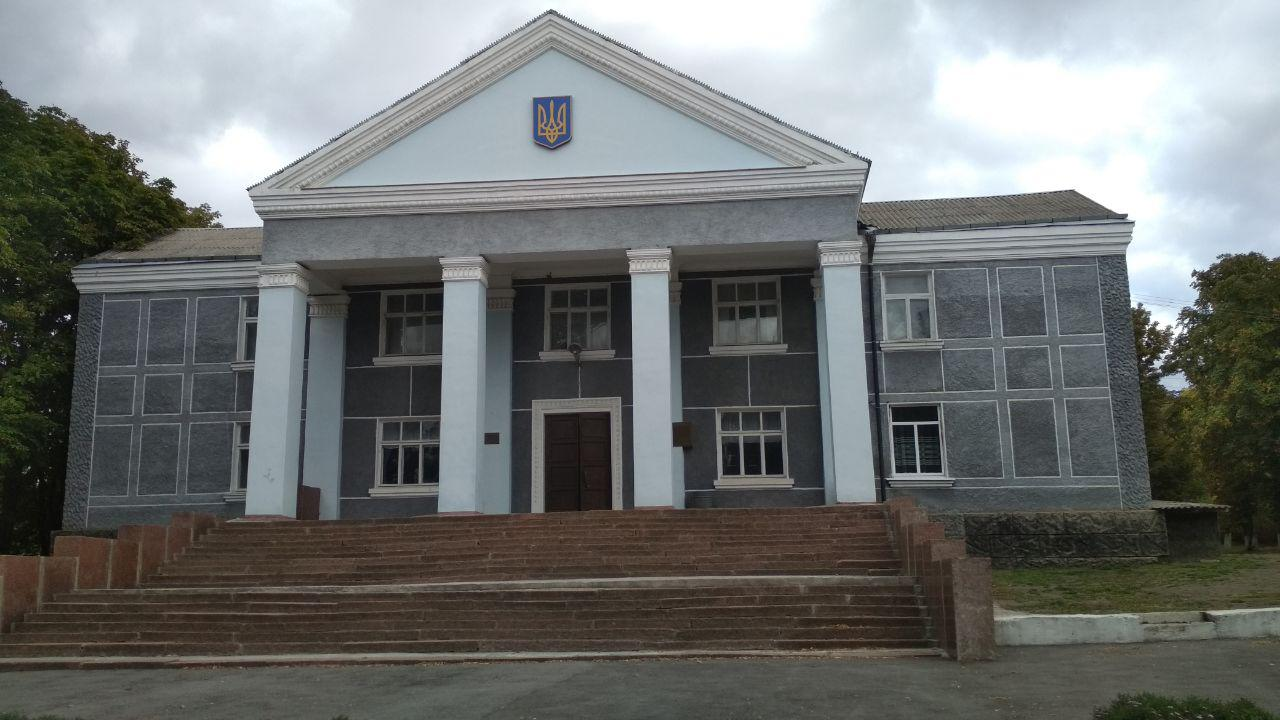
Пантазіївка

### Одеська область

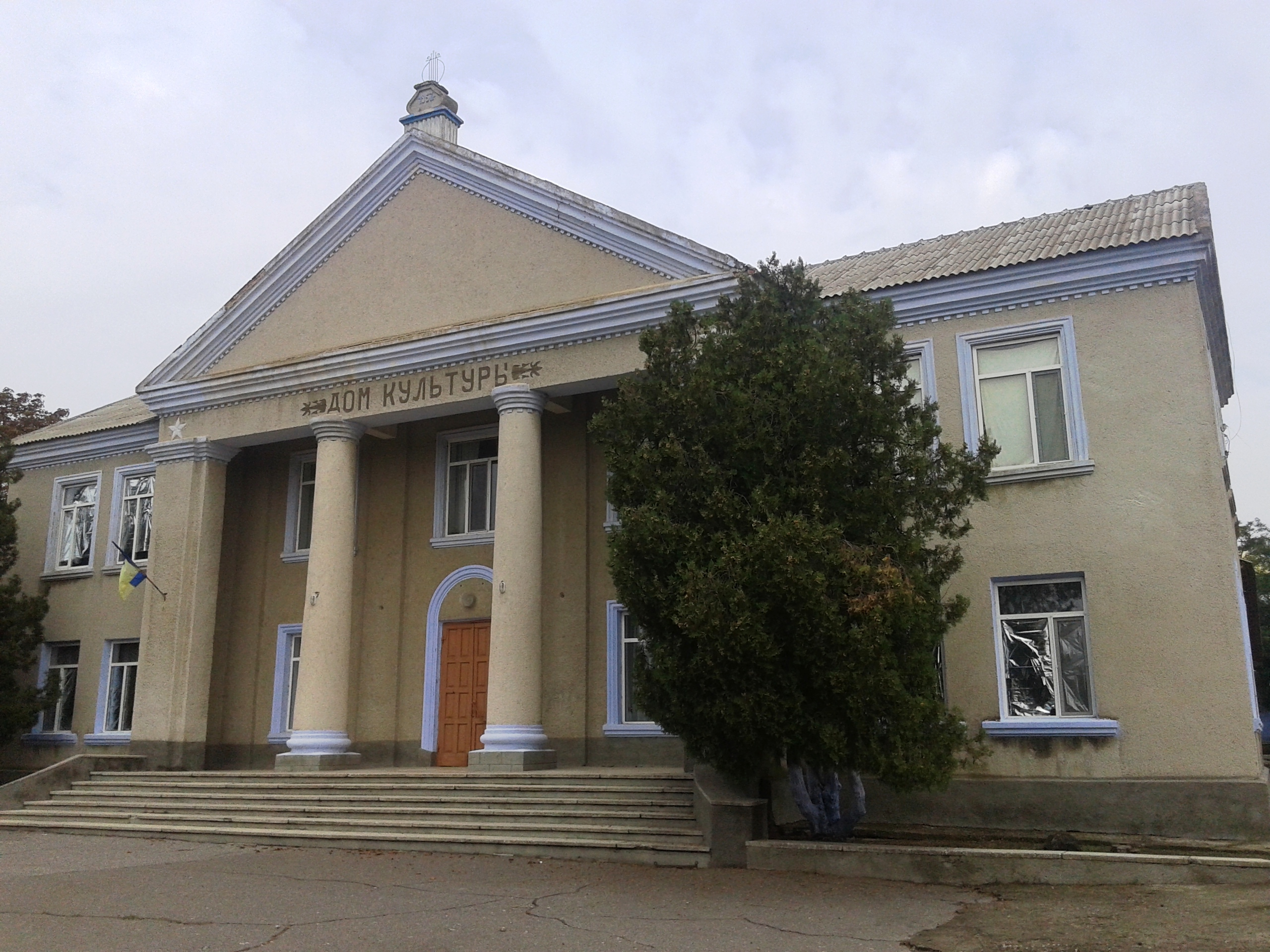
Кирнички
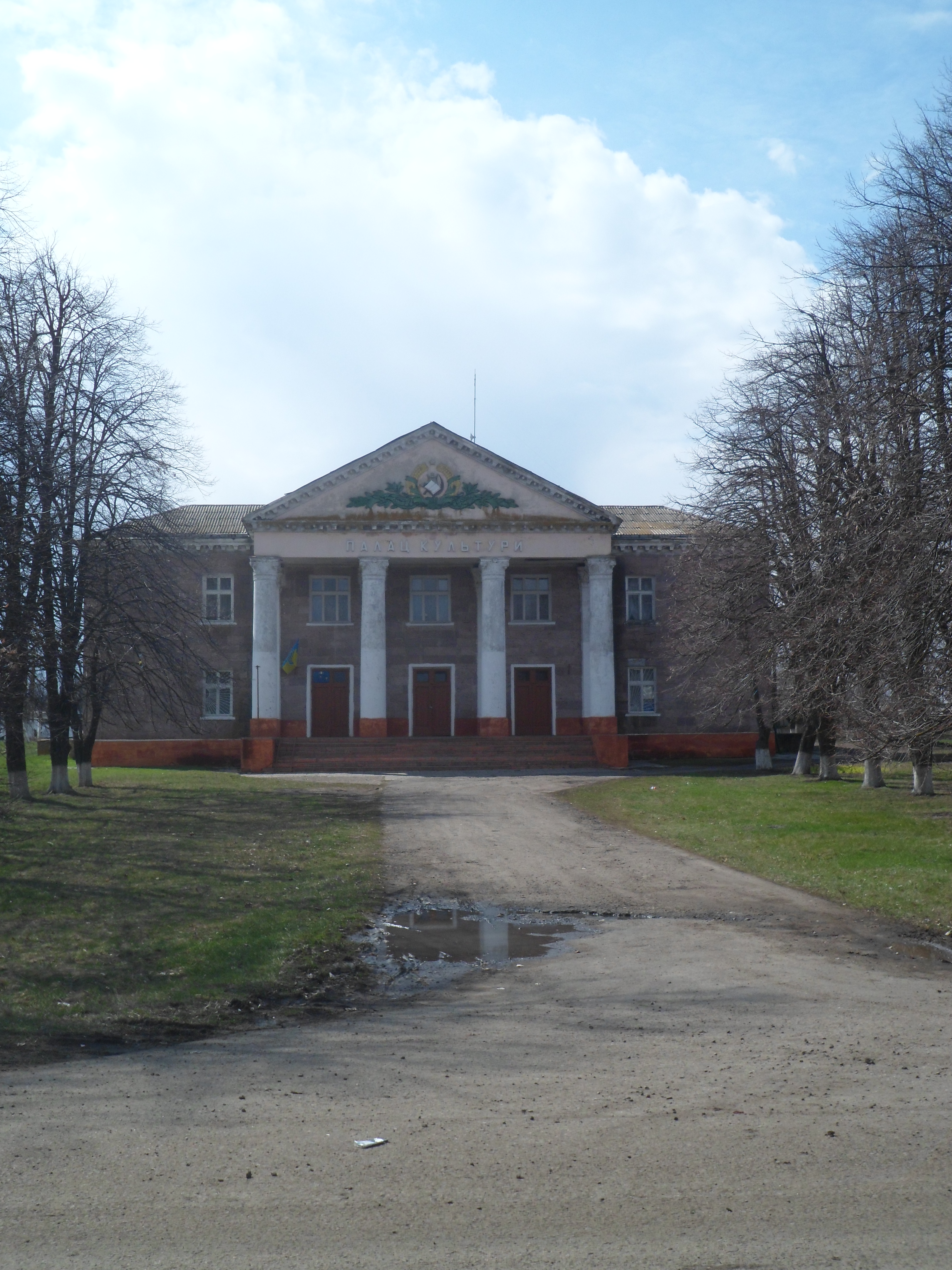
Старі Маяки

### Полтавська область

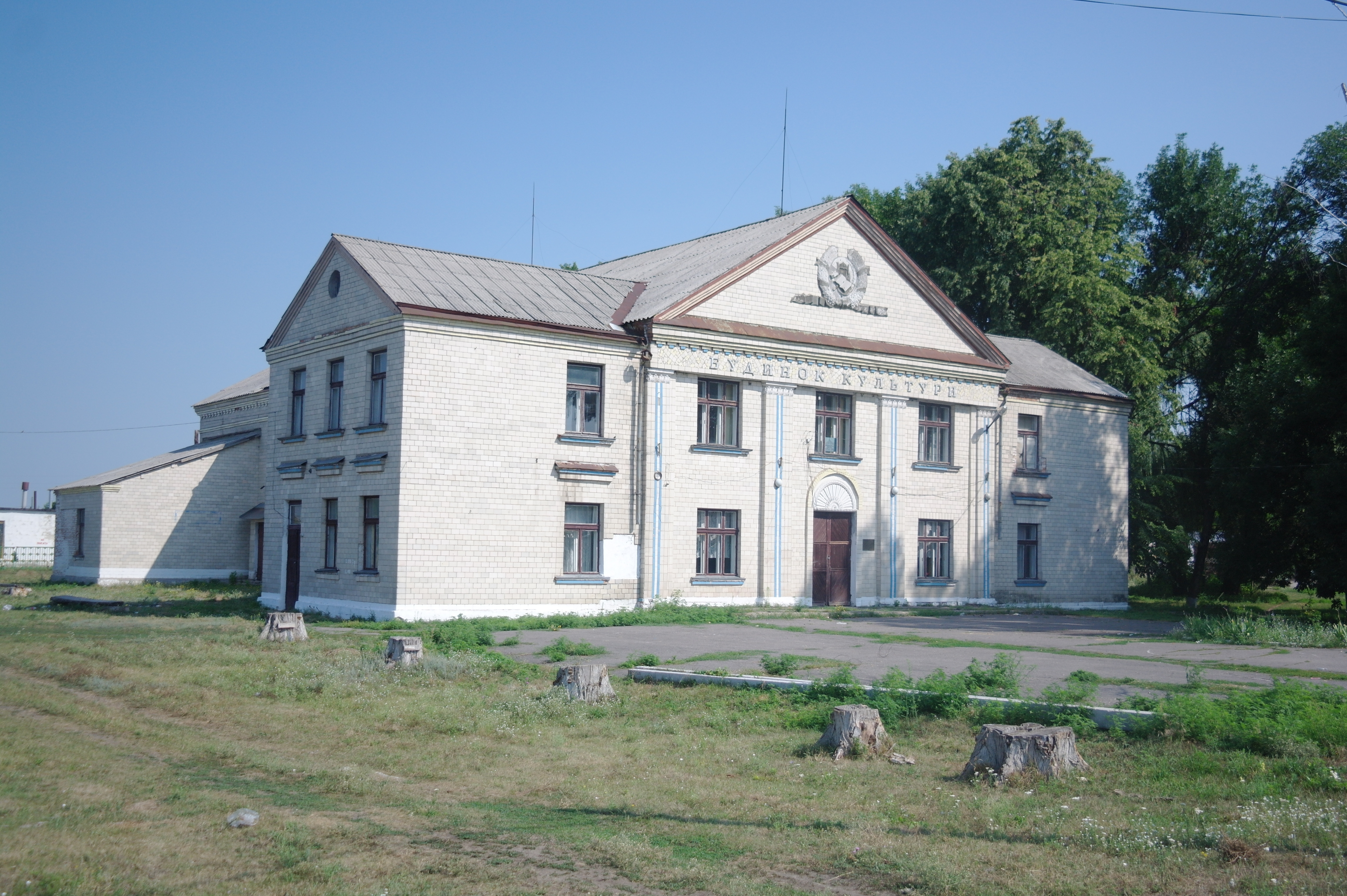
Бутенки, Полтавський район
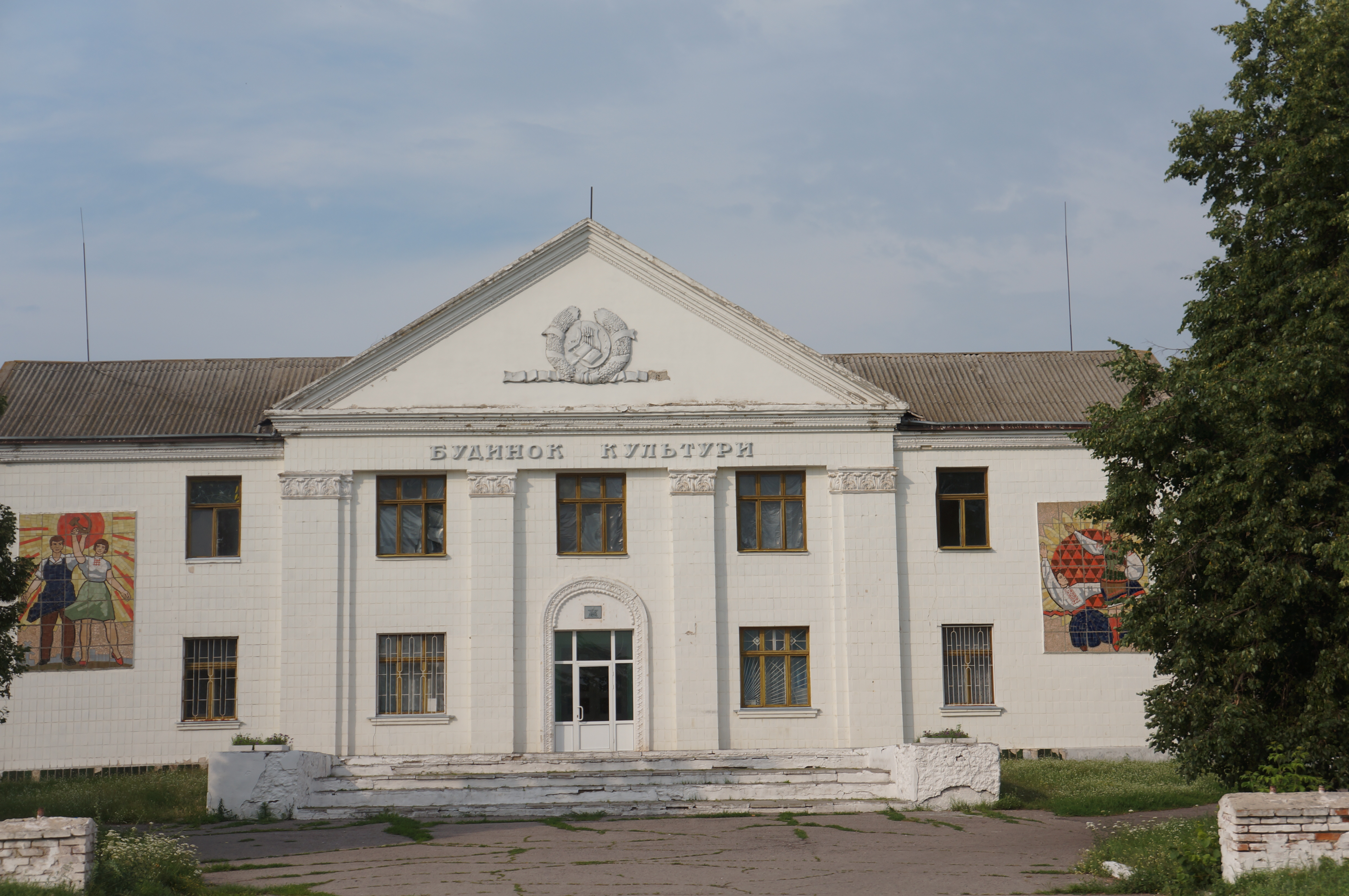
Вишняки
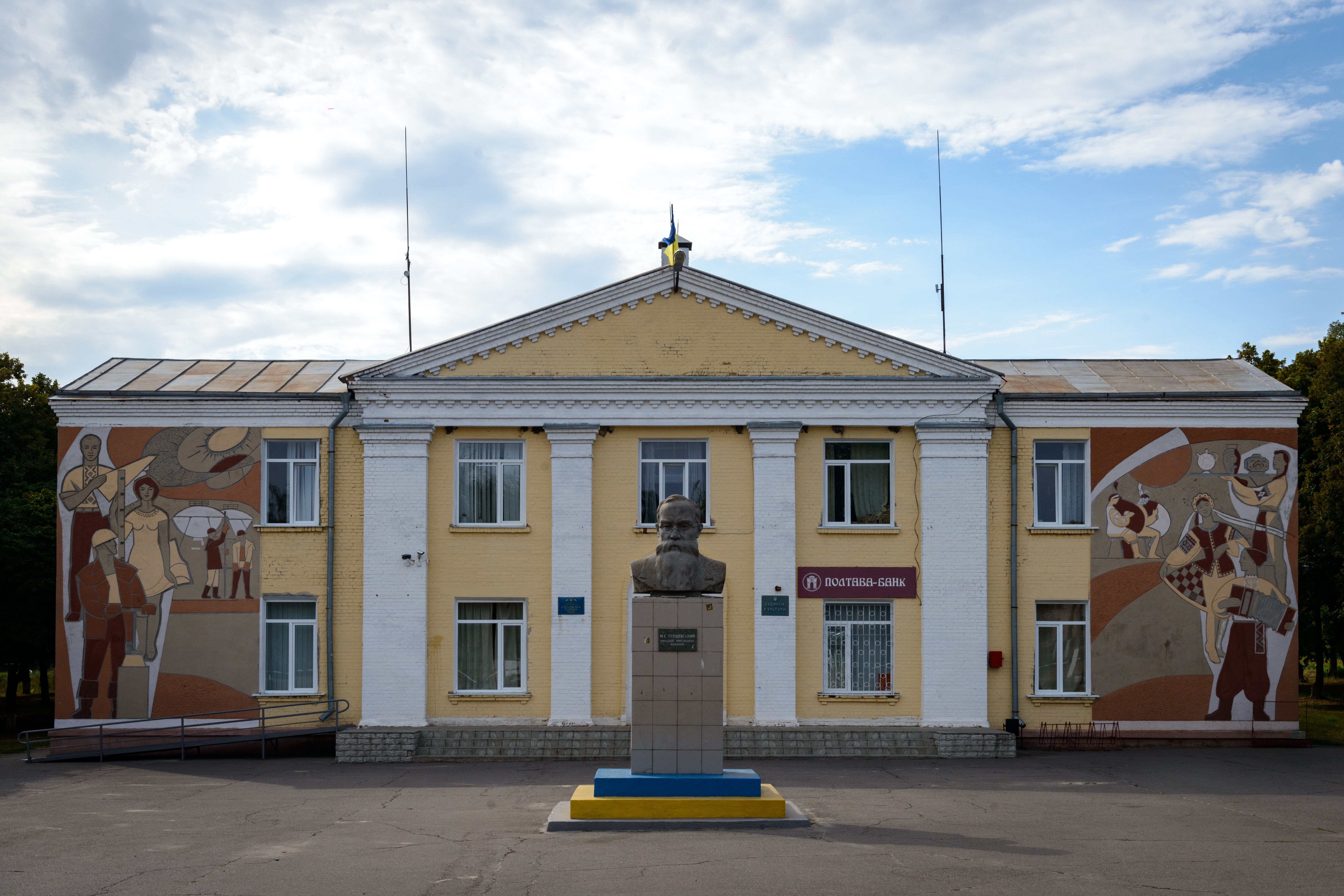
Гоголеве, 1958
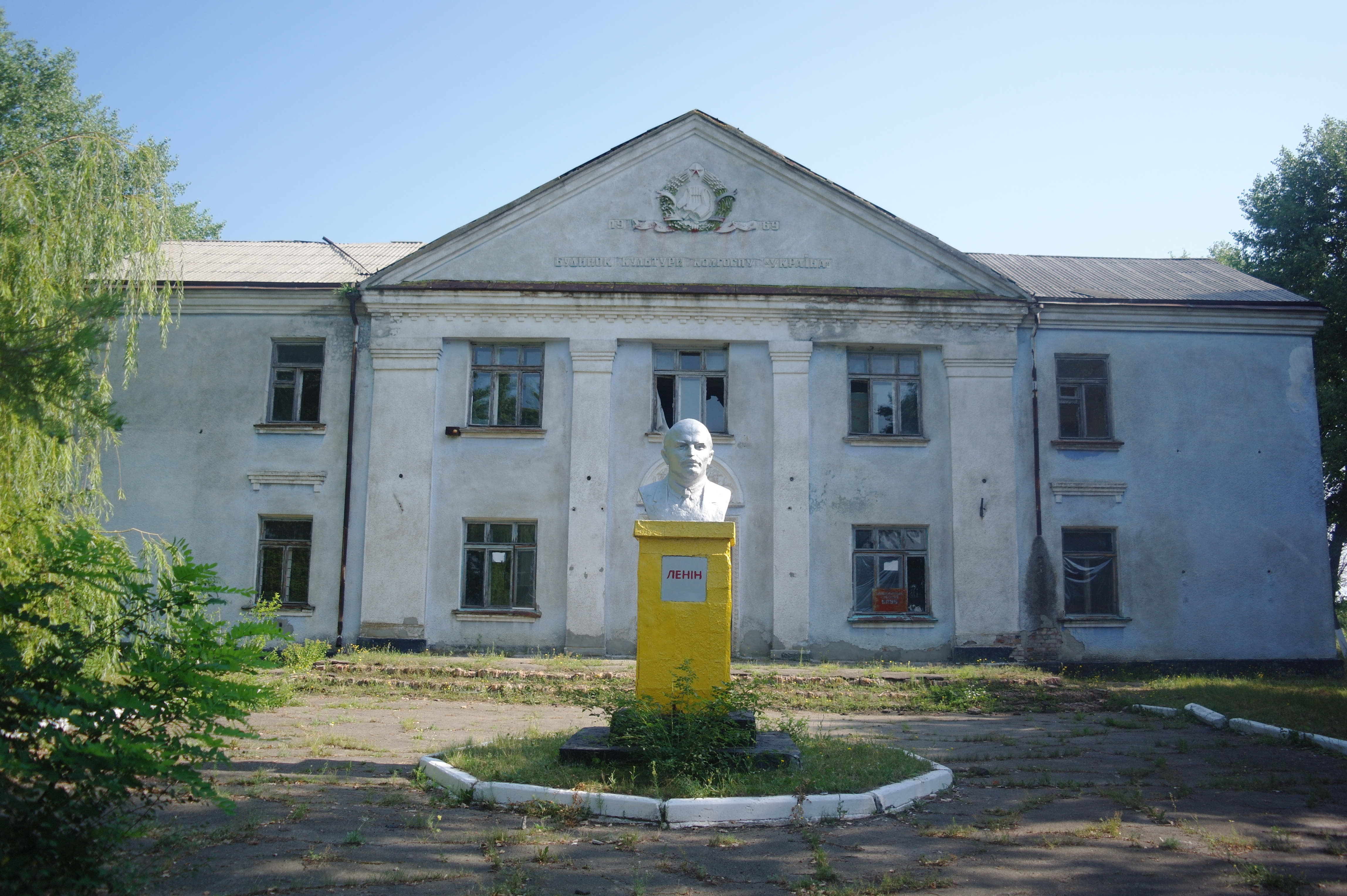
Дрижина Гребля
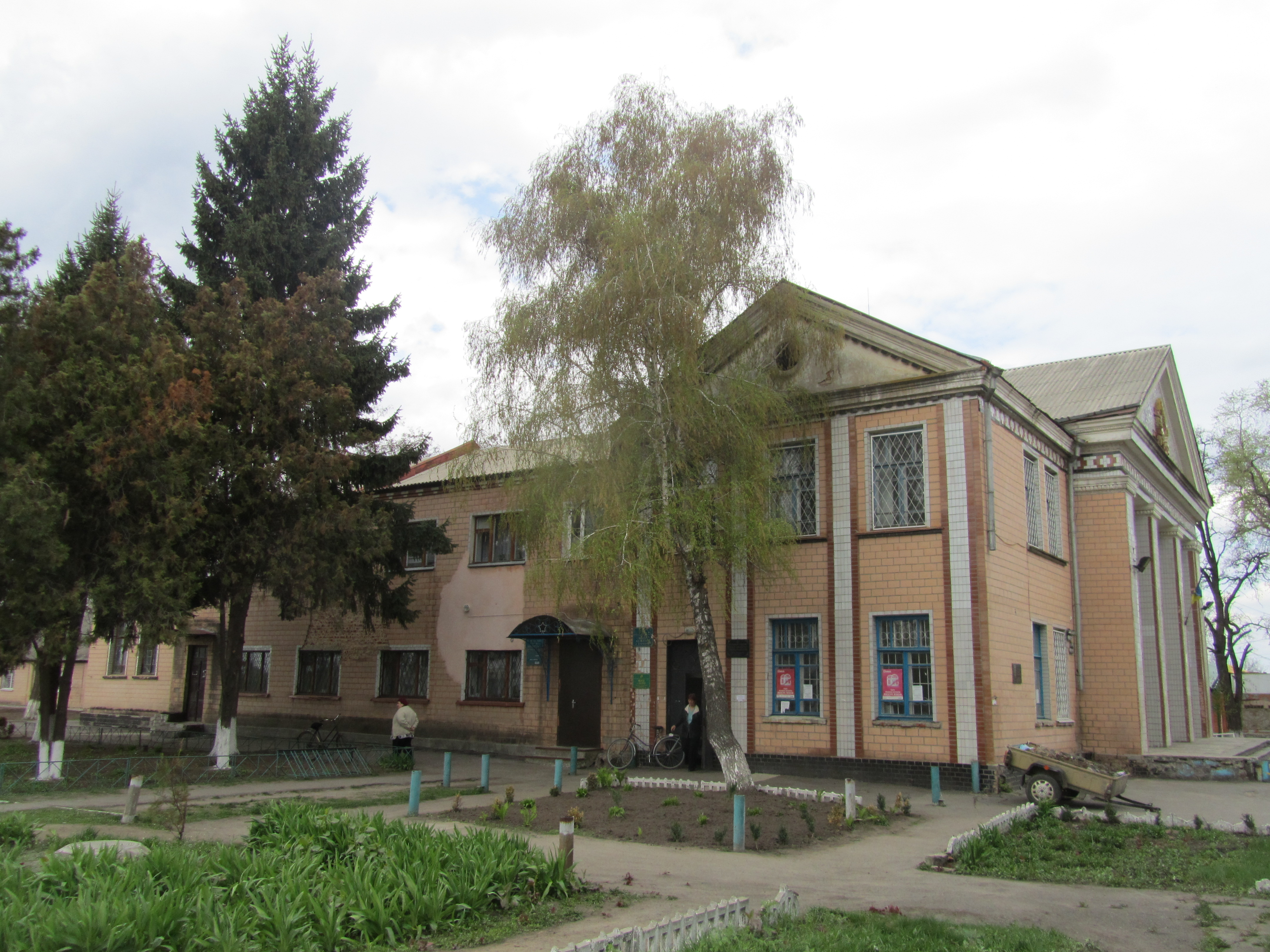
Піщане
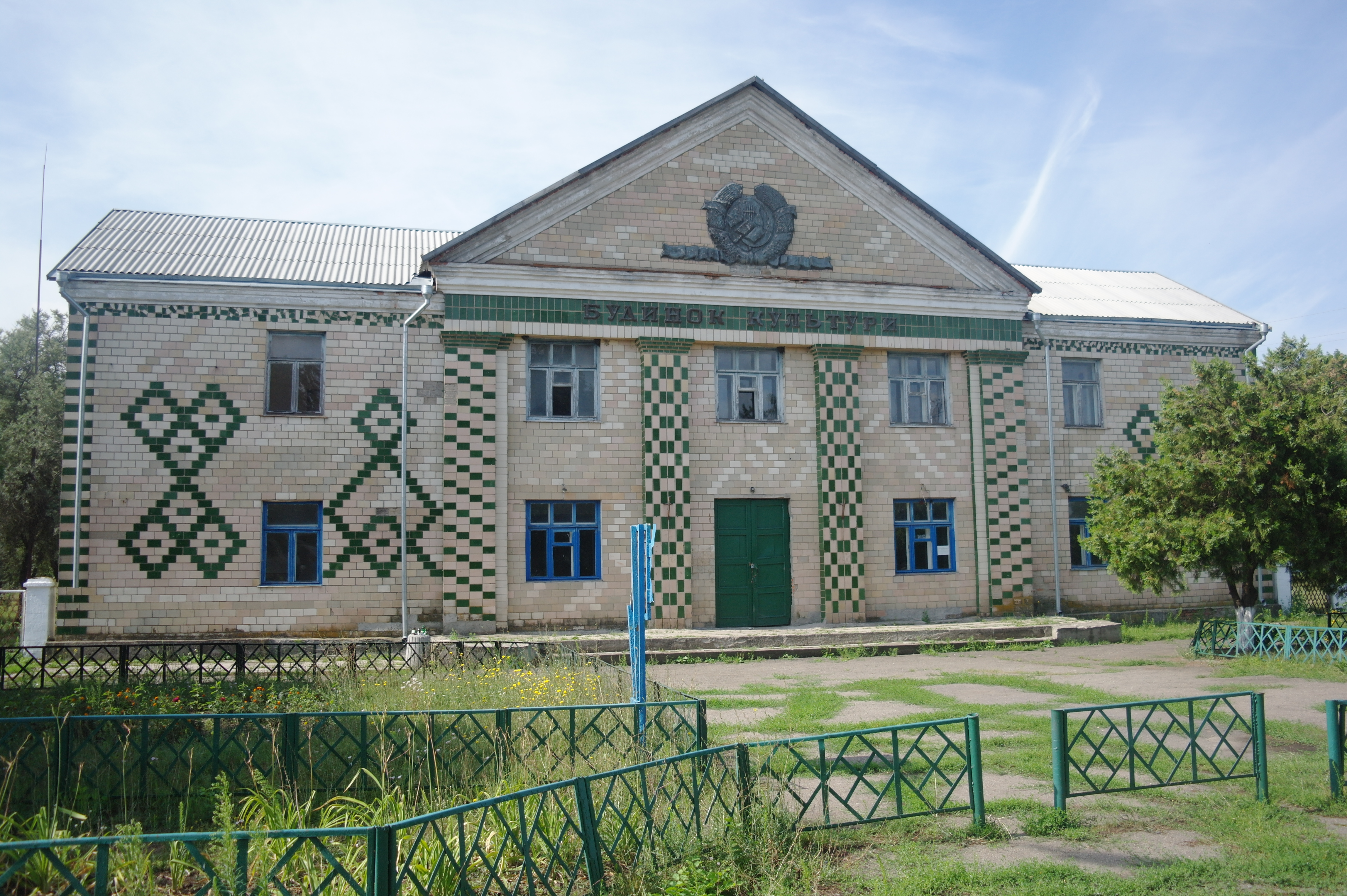
Стовбина Долина
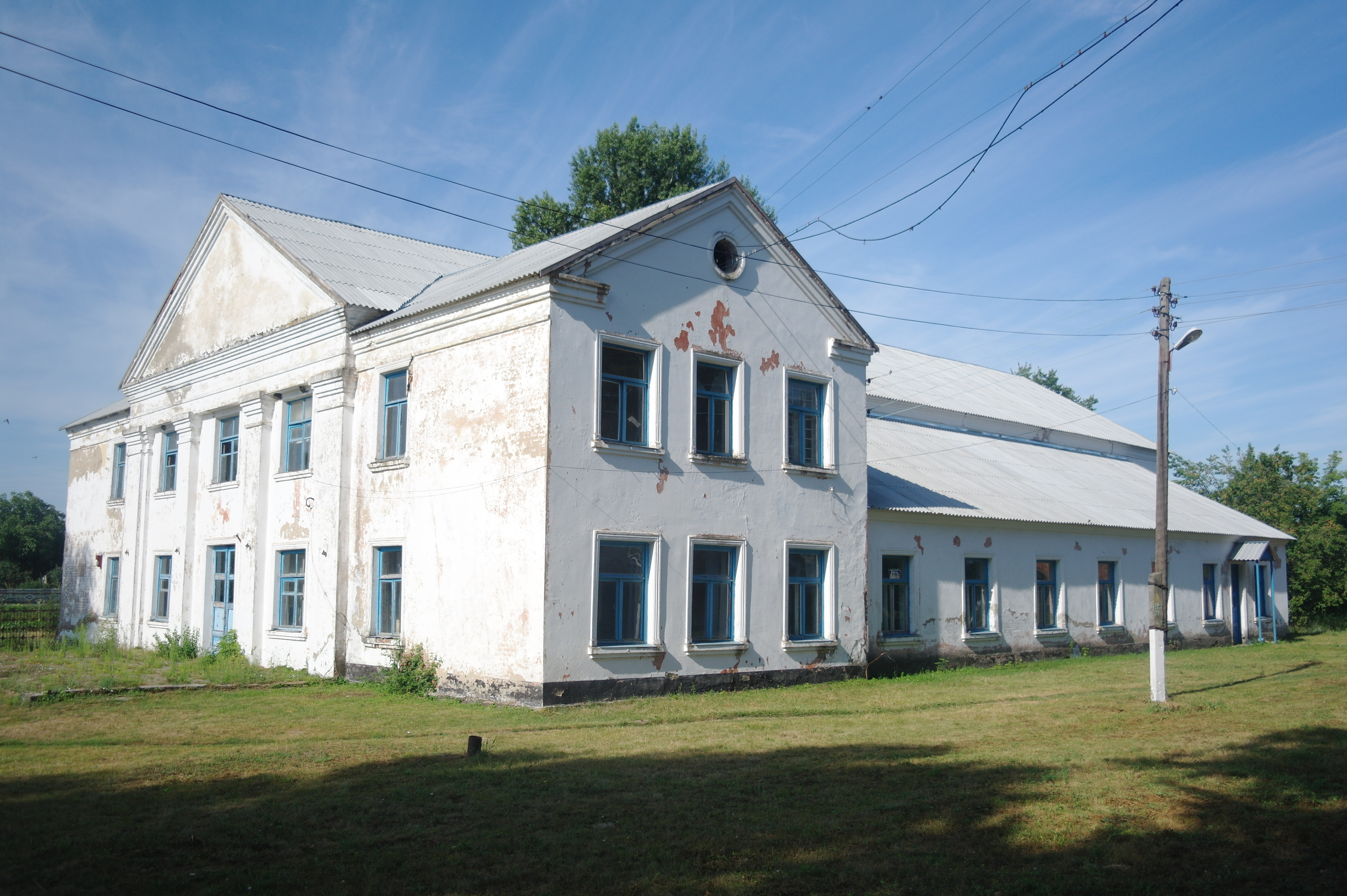
Судівка
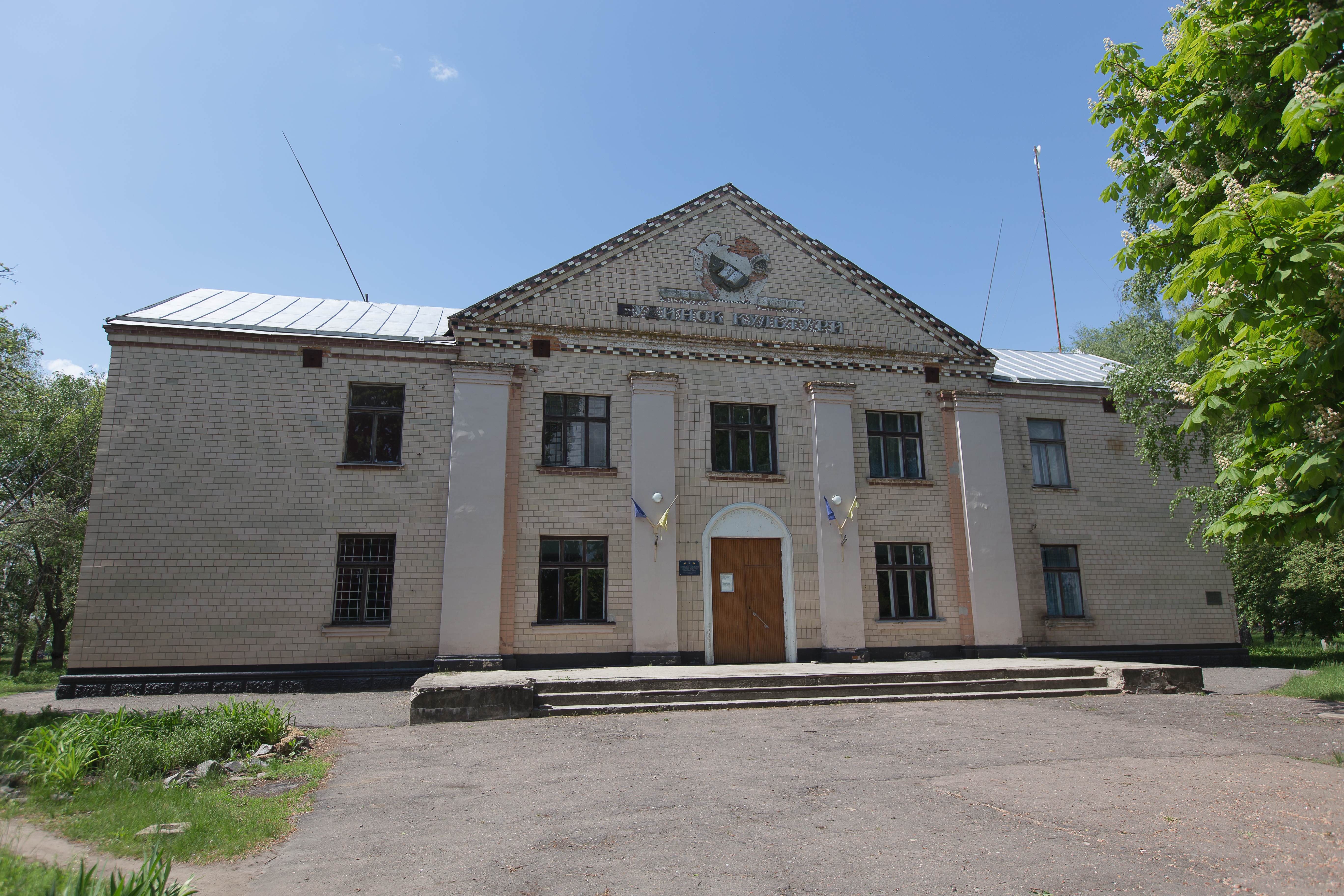
Чутове

### Харківська область

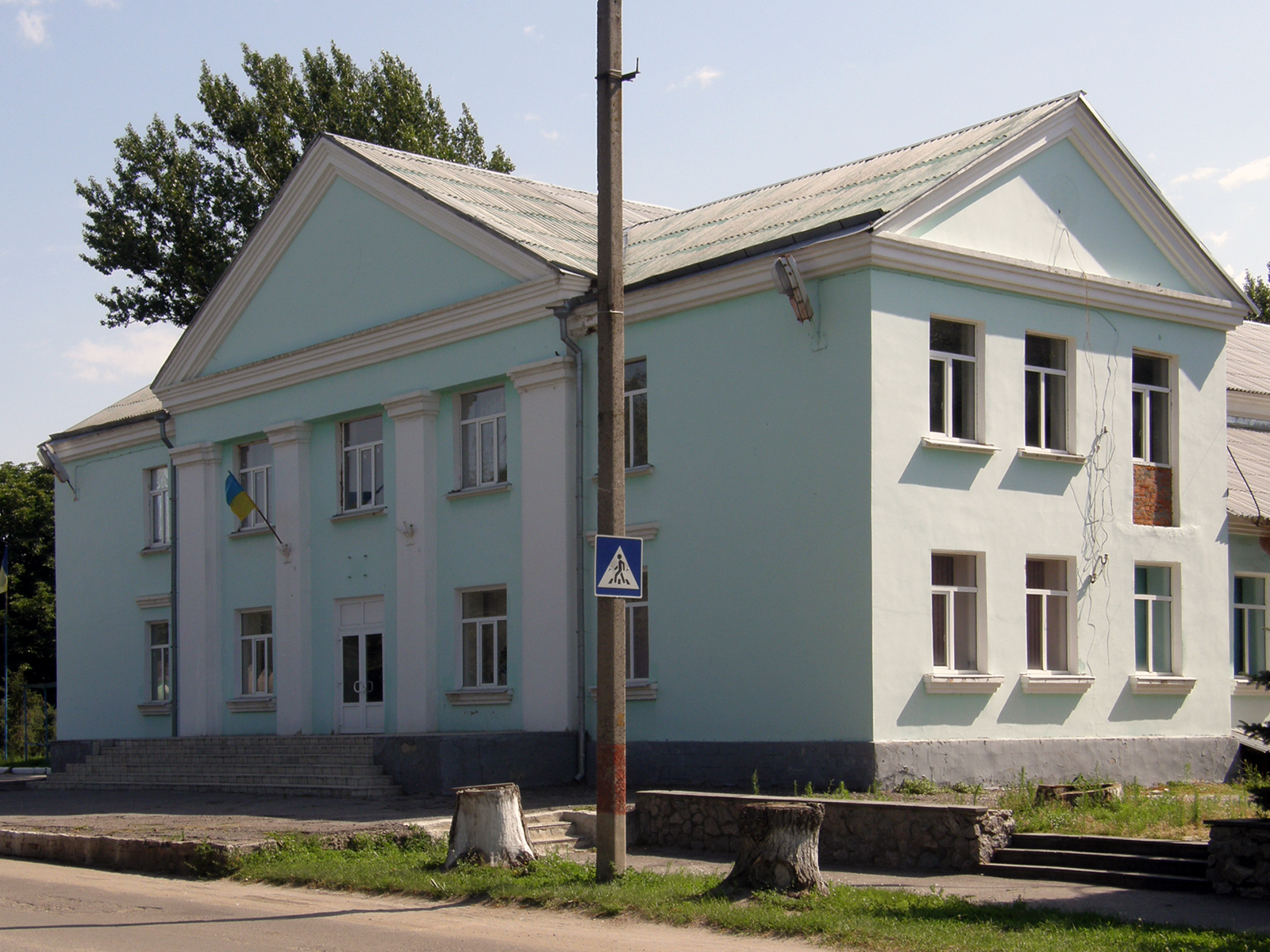
Барвінкове, районний у 2014
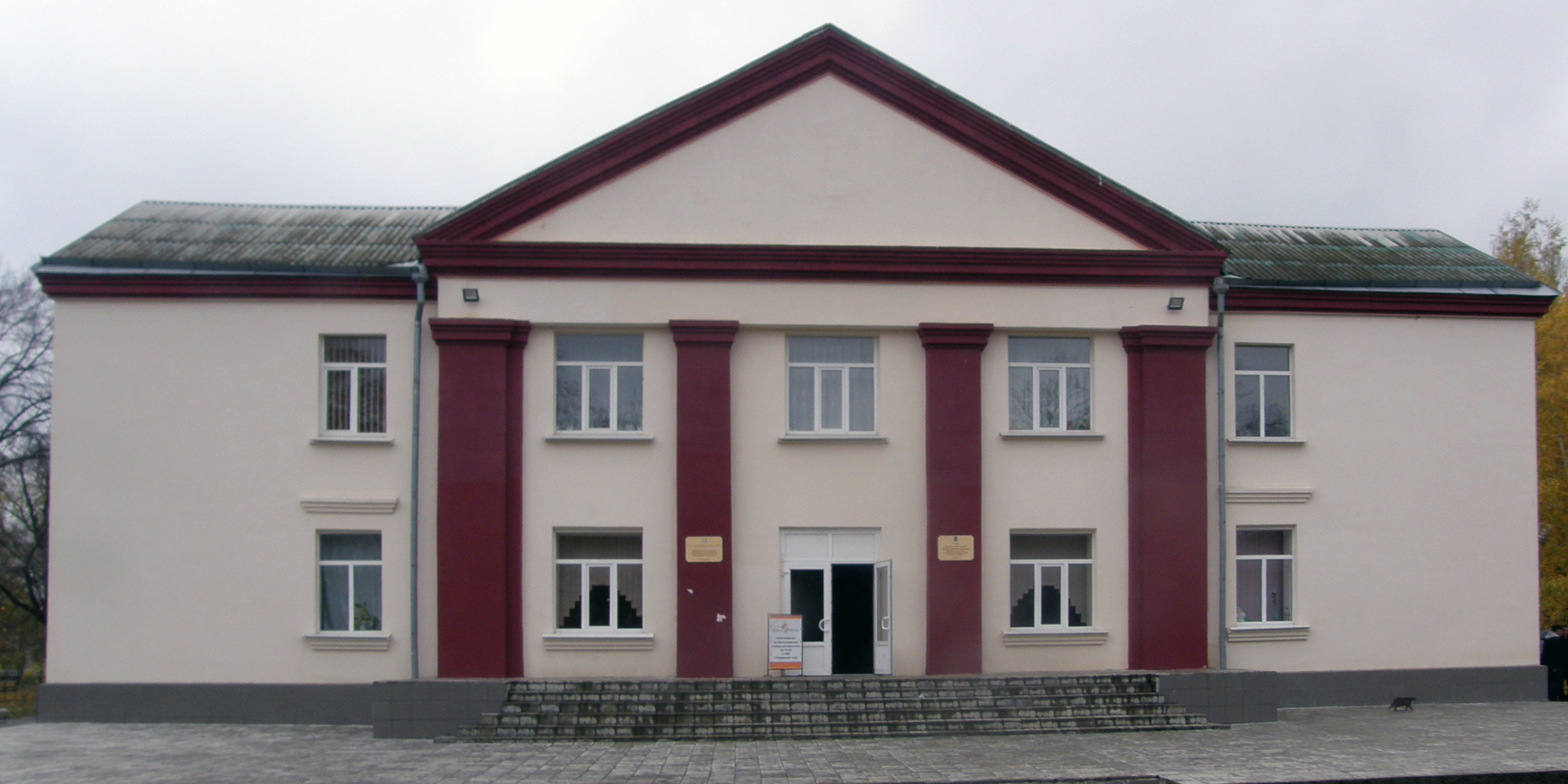
Барвінкове, районний у 2017

### Хмельницька область

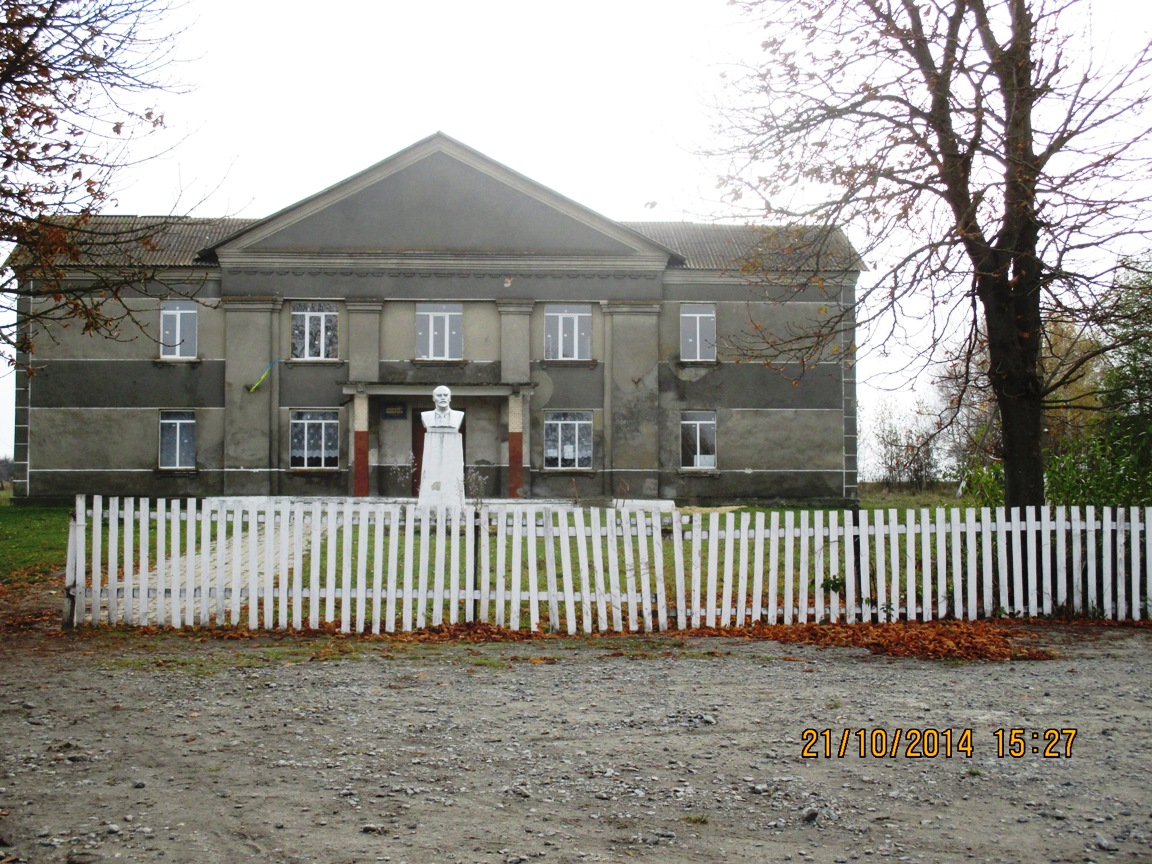
Головлі
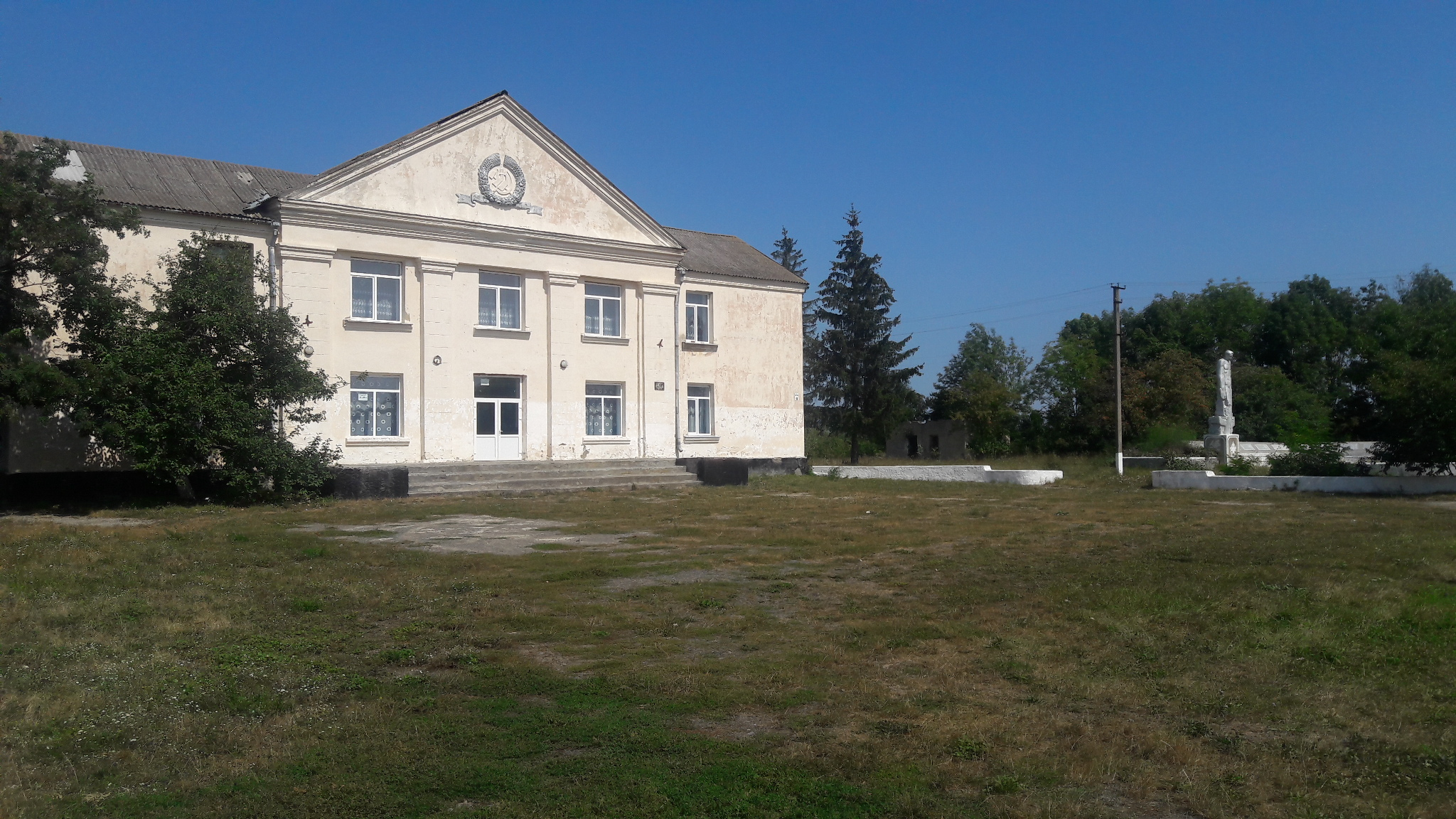
Горбасів

### Черкаська область

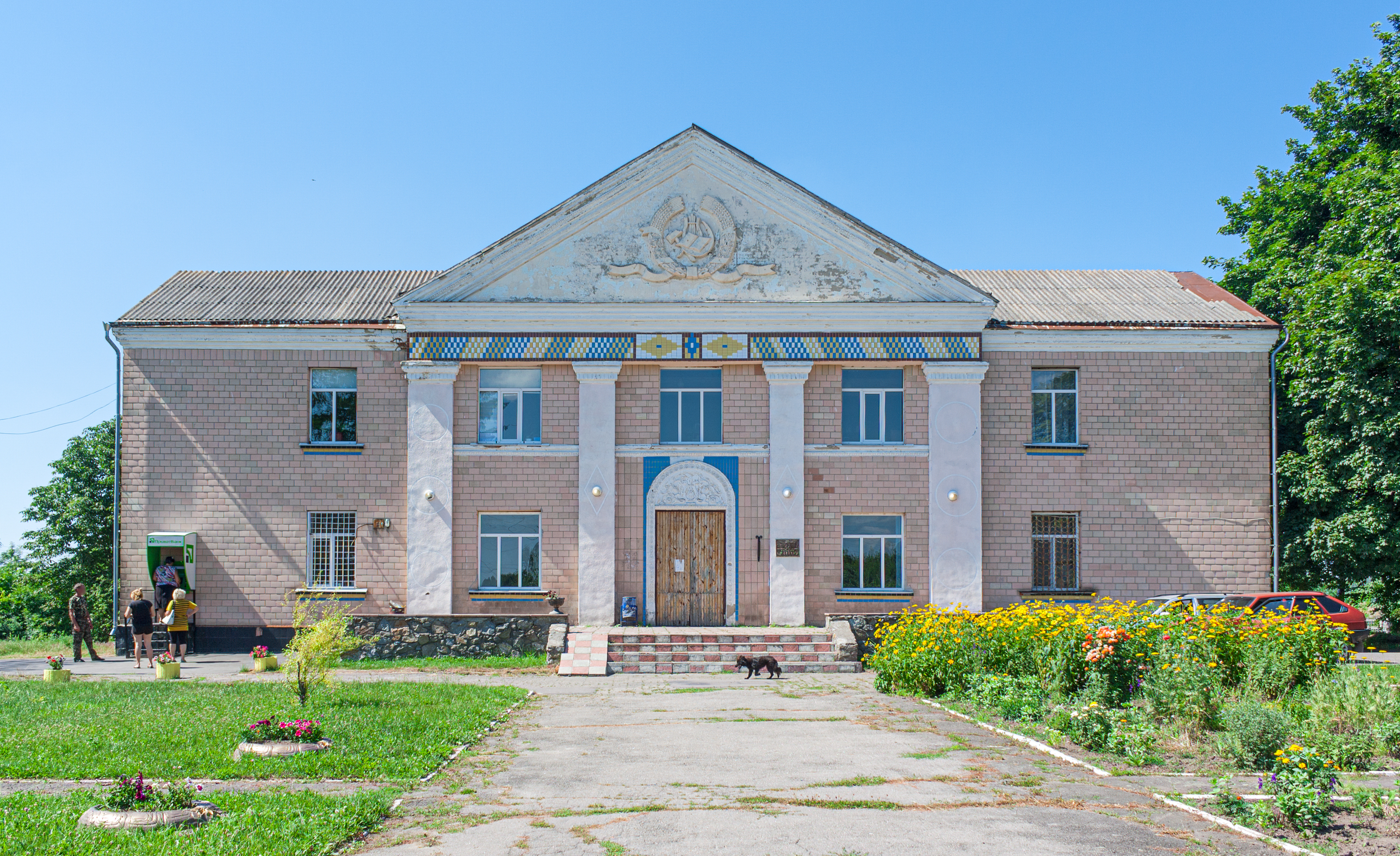
Буки
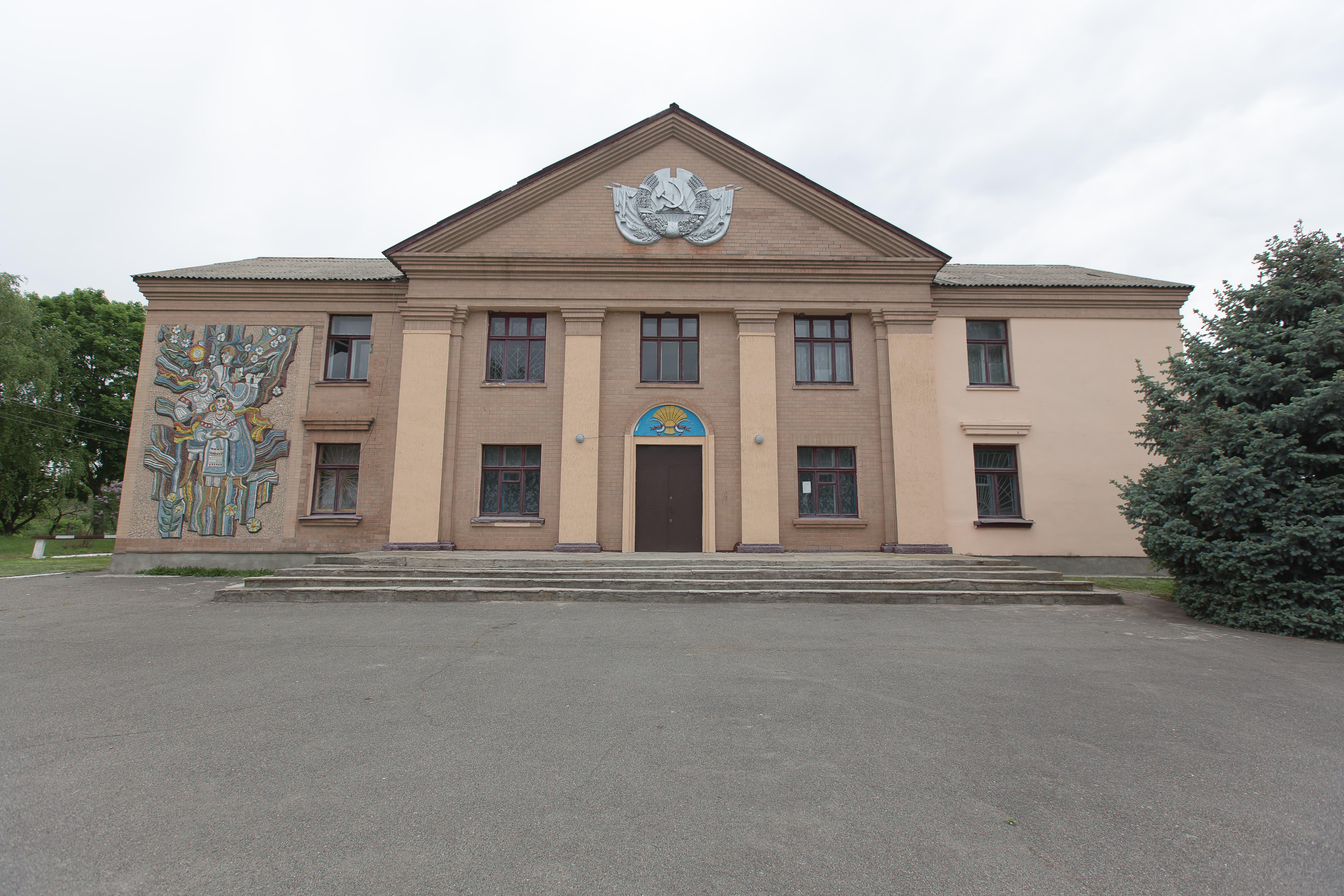
Деньги
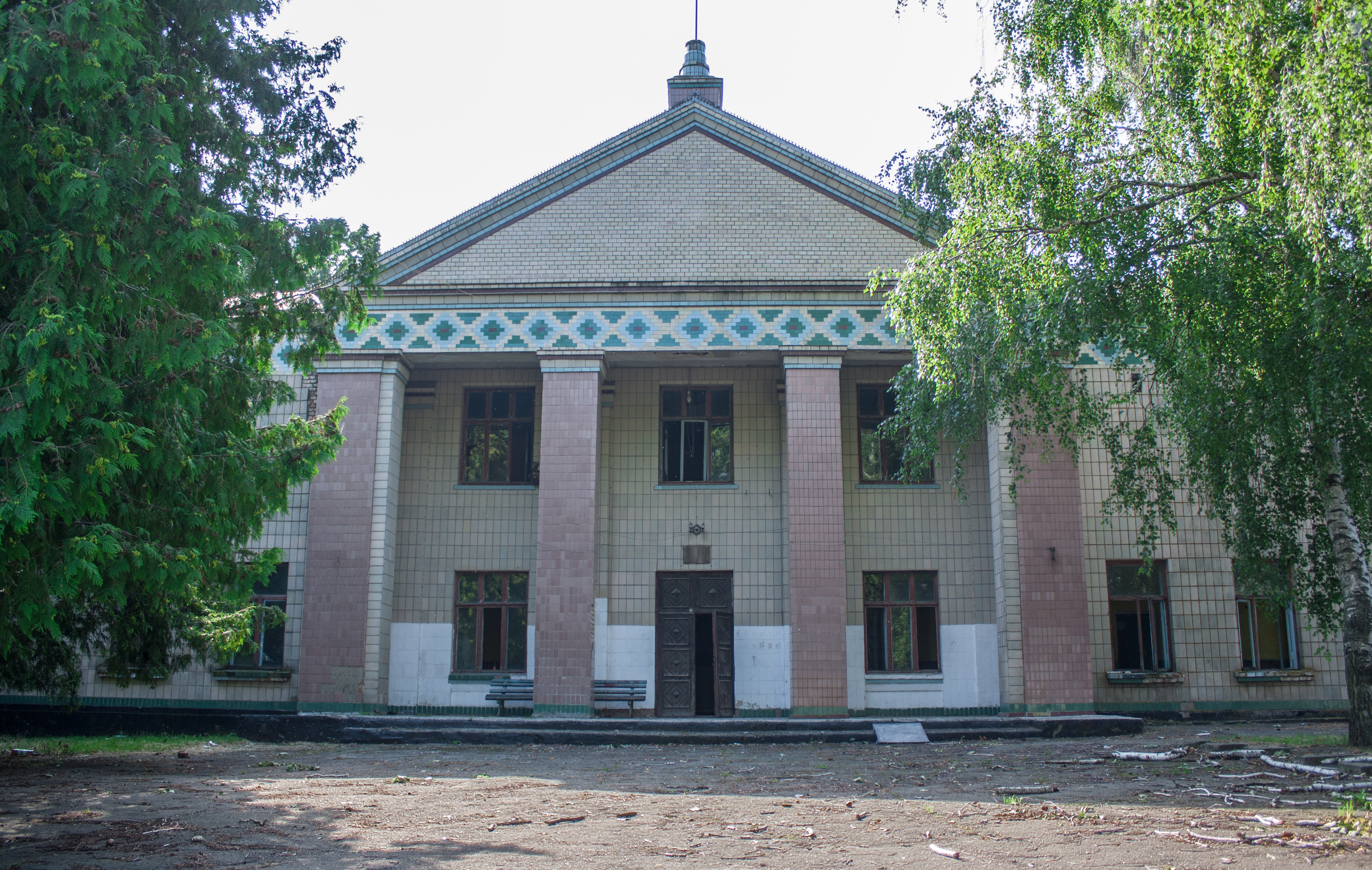
Іванівка, Уманський район

### інші області

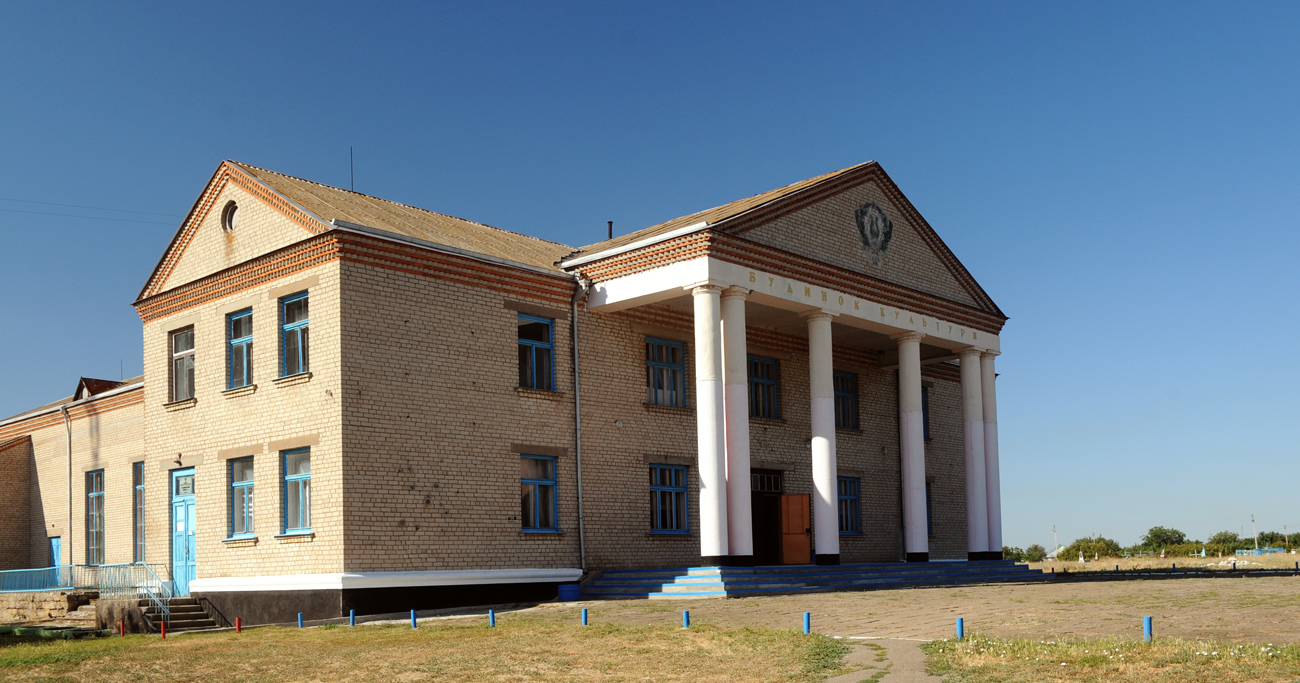
Запорізька область, Новоданилівка (Мелітопольський район)
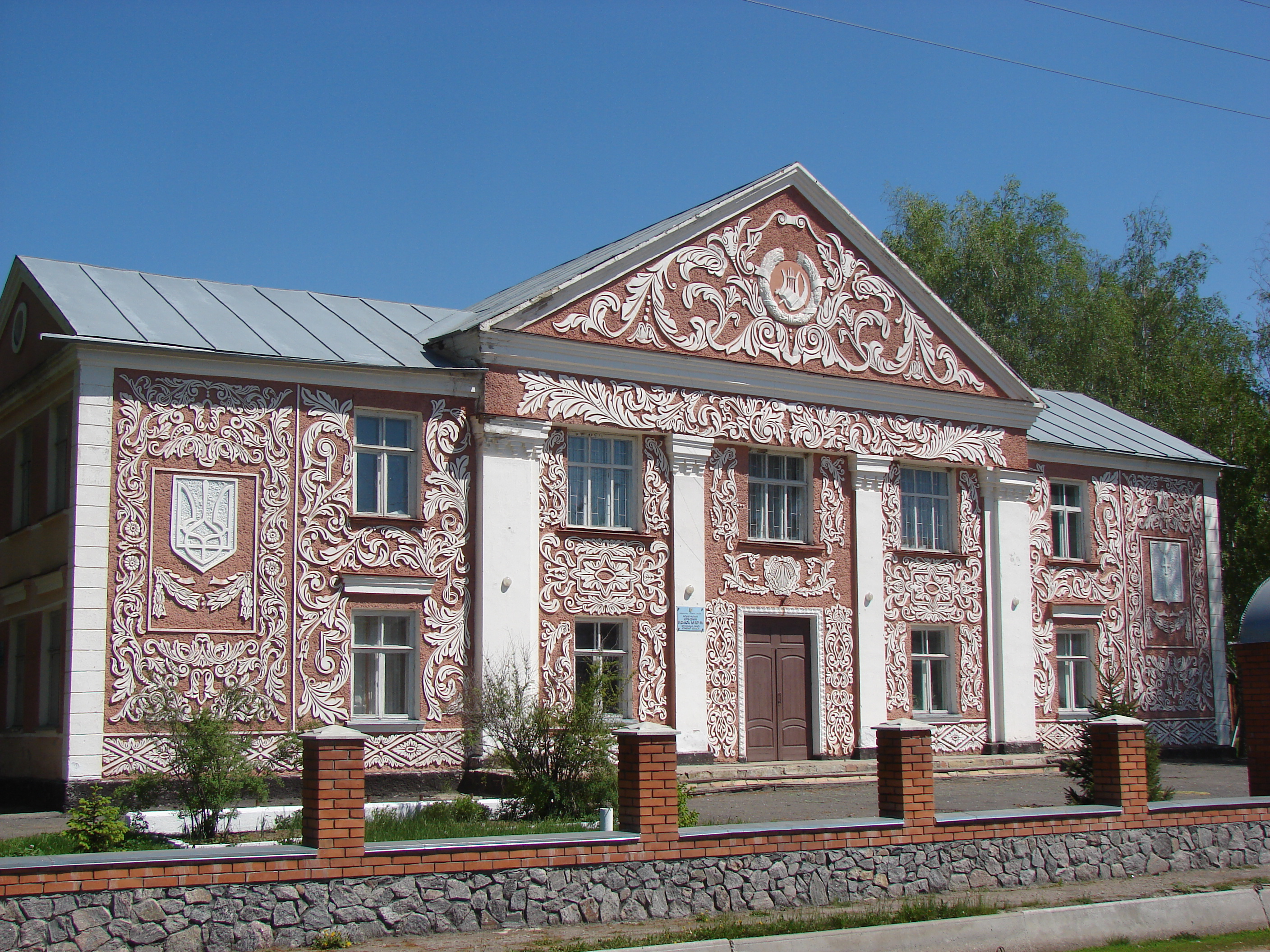
Сумська область, Комиші
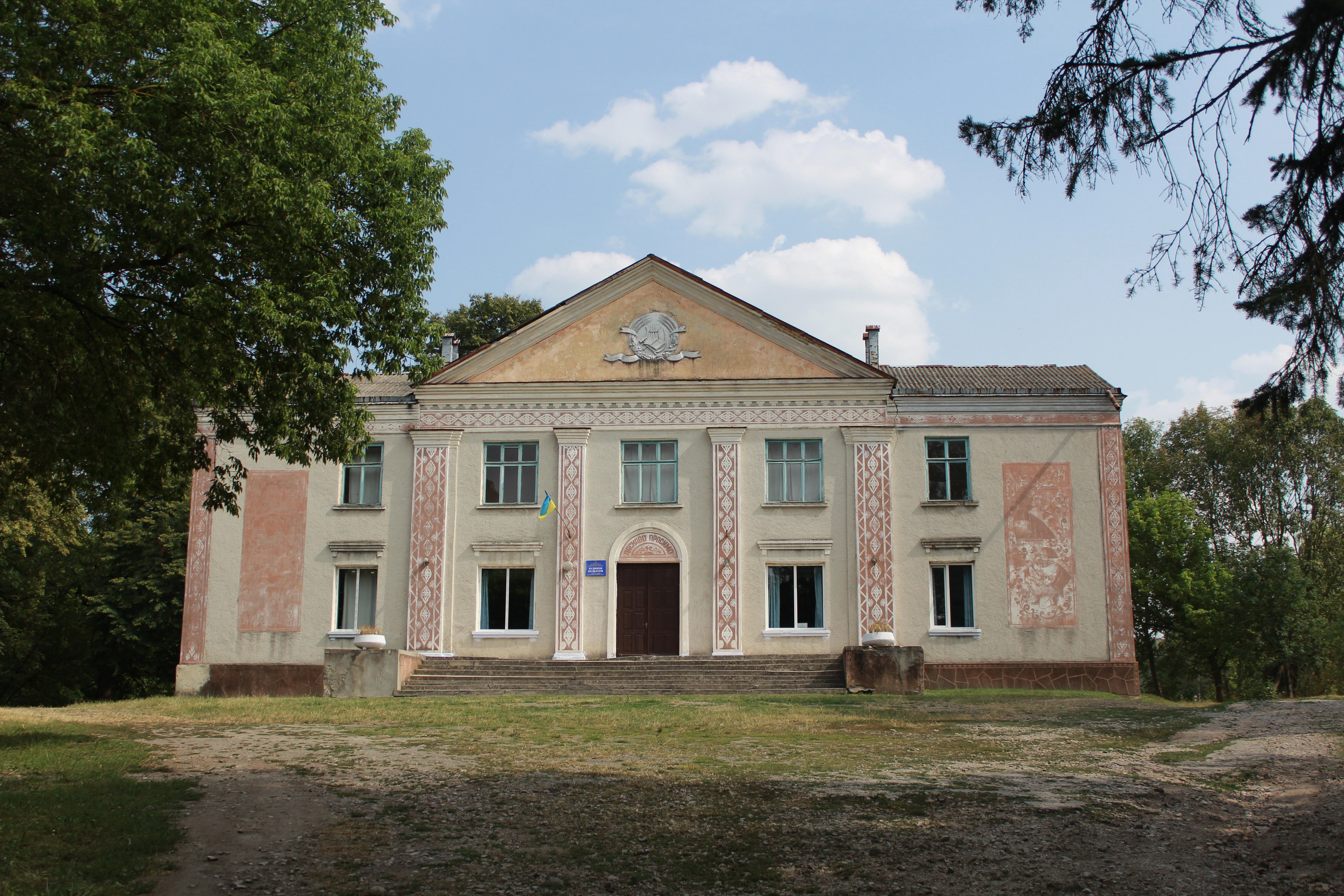
Тернопільська область, Більче-Золоте
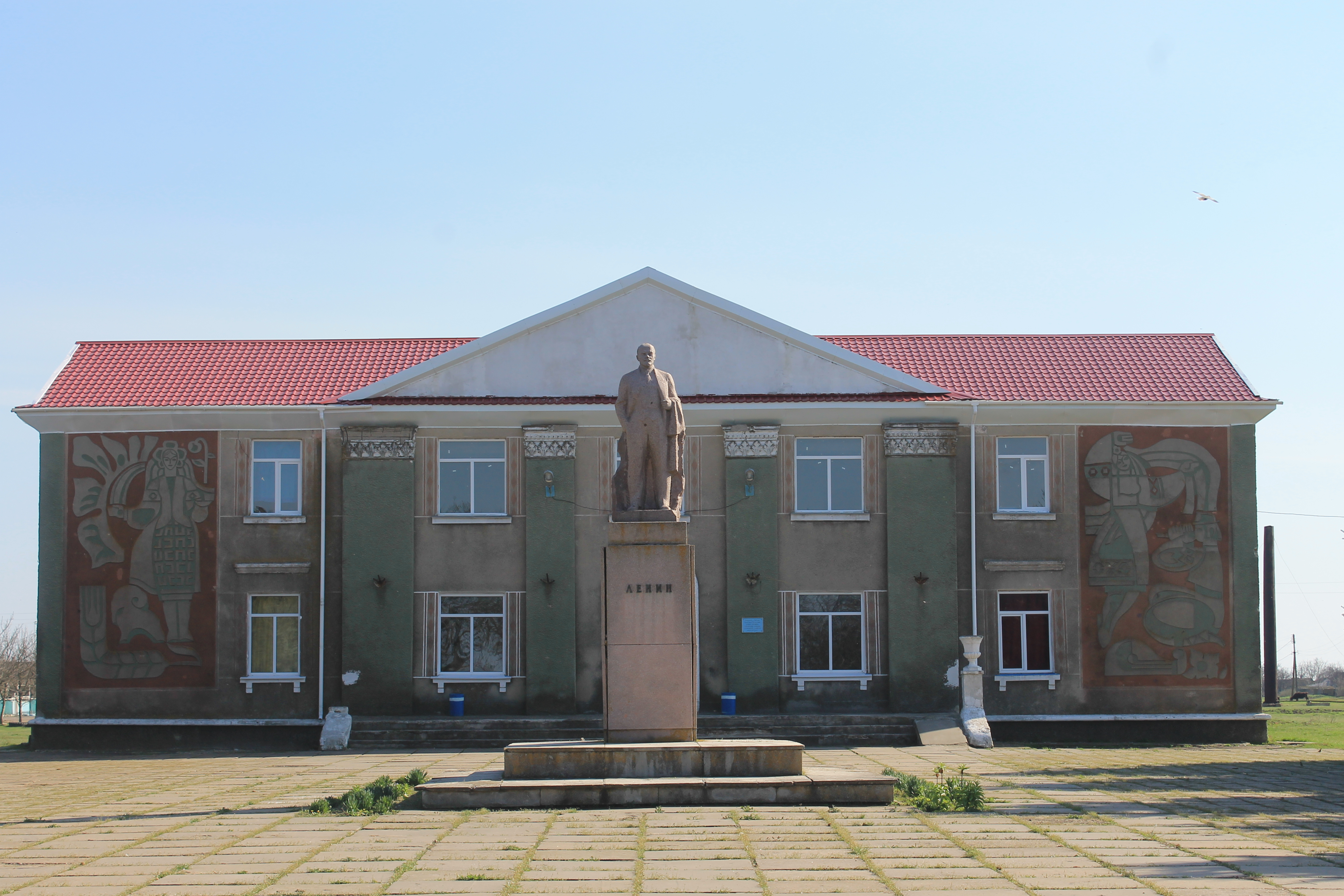
Херсонська область, Чумацький Шлях
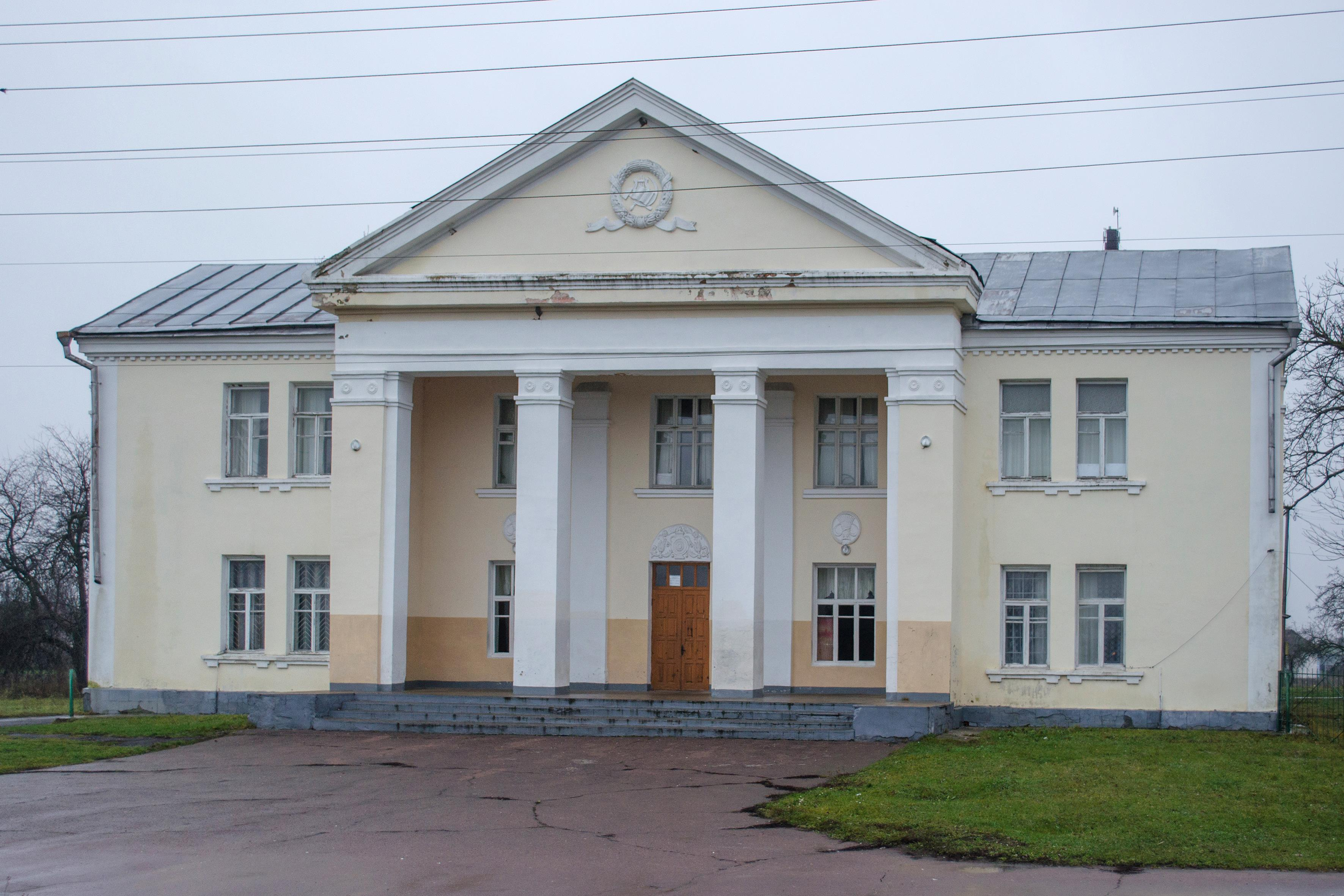
Чернігівська область, Іванівка, Чернігівський район, до пошкодження російськими окупантами